# Mittelhessen

Die Region Mittelhessen

Mittelhessen ist (neben Nord- und Südhessen) eine von drei Planungsregionen Hessens. Ihr Gebiet ist identisch mit dem Regierungsbezirk Gießen und umfasst die Landkreise Limburg-Weilburg, Lahn-Dill, Gießen, Marburg-Biedenkopf und Vogelsbergkreis. Die Regionalversammlung Mittelhessen beschließt über die Aufstellung des Regionalplans. Sie besteht derzeit aus 31 Mitgliedern, die durch die fünf Landkreise sowie die drei Sonderstatus-Städte Gießen, Marburg und Wetzlar bestimmt werden. 2003 wurde durch den Regierungspräsidenten im Auftrag der Regionalversammlung das Regionalmanagement Mittelhessen als Zusammenschluss von Wirtschaft, Wissenschaft und Politik gegründet.

## Geologie und Geografie

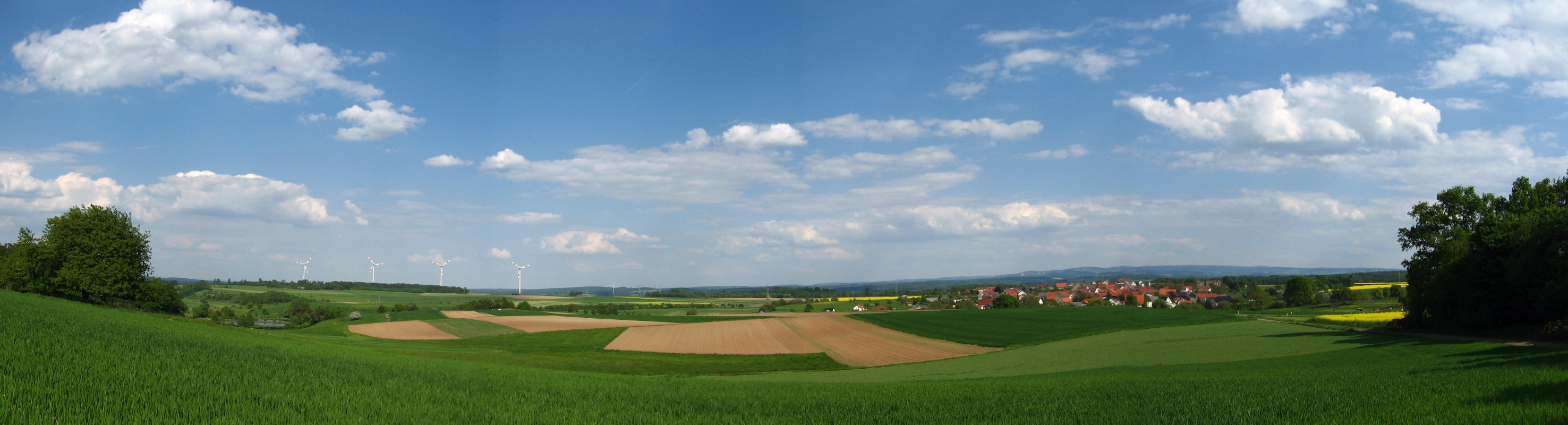
Lumda-Plateau – Blick auf Bernsfeld

Mittelhessen besteht geomorphologisch aus von ehemaligem Vulkanismus geprägten Gebirgs- und Senkenlandschaften. Das Tal der Lahn mit Oberem Lahntal, Marburg-Gießener Lahntal, Weilburger Lahntalgebiet und Limburger Becken zerschneidet die Region zentral. Von den höheren Mittelgebirgen auf beiden Seiten des Flusstales liegen nur der Vogelsberg (links der Lahn) und das Gladenbacher Bergland (rechts der Lahn) mit den Bottenhorner Hochflächen komplett in Mittelhessen, während vom Taunus nur der Norden des Östlichen Hintertaunus, vom Westerwald der Osten bis annähernd zum Höhenschwerpunkt und vom Rothaargebirge die (Süd-)Ostabdachung an Kalteiche (mit Haincher Höhe) und Sackpfeife eingenommen werden.

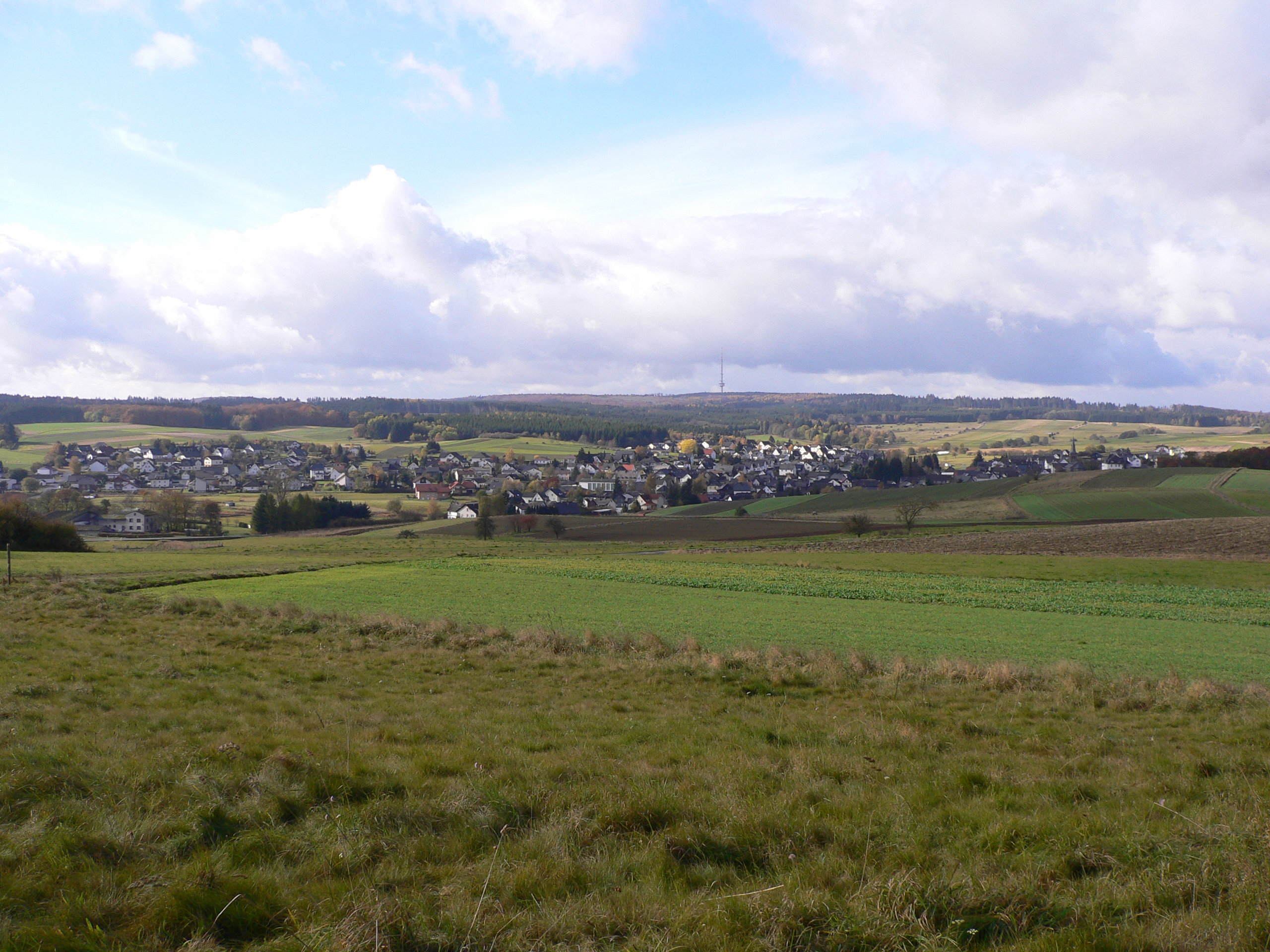
Bottenhorner Hochflächen im Gladenbacher Bergland, i.M. 480 m bis 500 m ü. NN

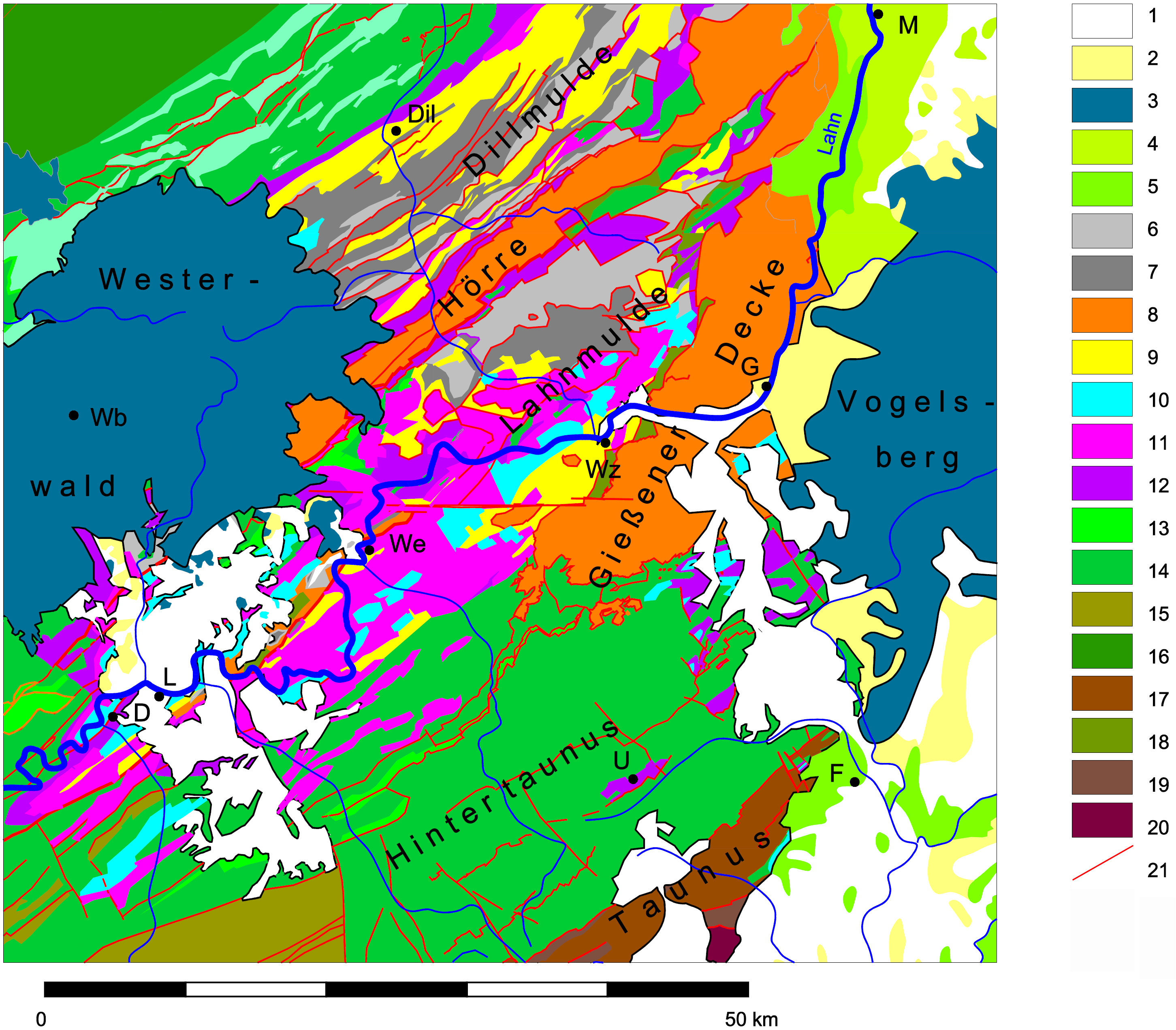
Geologische Karte Mittelhessens

Der Westen Mittelhessens gehört zum Rheinischen Schiefergebirge und ist damit der älteste Teil (Bildung im Paläozoikum, vor rund 300 bis 500 Millionen Jahren). Dieses zunächst eingerumpfte Gebirge hob sich in der alpidischen Faltung wieder und bildete anschließend die noch heute sichtbare Morphologie: die Vulkanite des Westerwalds und die Zerschneidung durch die Flüsse Lahn und Dill mit gehobenen (Dill-Mulde) und im Tertiär teils wieder eingebrochenen Schollen wie dem Limburger Becken. Die Lössablagerungen sowie die Wasserverfügbarkeit in diesem Bereich hatten eine sehr frühe Besiedlung zur Folge.
Den südlichen Teil des mittelhessischen Schiefergebirges nimmt der Hintertaunus ein, nördlich der Lahn schließen sich das tertiäre Vulkanbergland des Westerwaldes und, direkt im östlichen Anschluss, das Gladenbacher Bergland an. Die Roteisen-Lagerstätten des den Westen des letztgenannten Über-Naturraumes einnehmenden Lahn-Dill-Gebietes, die Voraussetzung für die schon früh einsetzende Eisen- und Buntmetallgewinnung waren, verdanken dem untermeerischen Vulkanismus im Oberdevon ihre Entstehung. Die kaolinreichen Tone aus limnisch-terrestrischen Sedimenten entstanden aus den Ablagerungen eines damals fast ganz Deutschland bedeckenden Meeres im Erdaltertum. Sie bilden die Rohstoffbasis für das regional früh auftretende Töpfer- und Ziegeleigewerbe. Immer wieder wurde versucht, die mittelhessischen Braunkohlevorkommen abzubauen; die Nutzung der Mineralquellen aus dieser Zeit zum Beispiel im Löhnberger Becken oder in Selters ist bis heute deutlich erfolgreicher.
Im Osten schließt sich das bis zur Westhessischen Senke reichende Westhessische Bergland an das Schiefergebirge an. Während des Erdmittelalters (Mesozoikum, vor rund 140 bis 200 Millionen Jahren), füllte sich die Senke mit Sedimentabfolgen. Erwähnenswert im Bergland westlich der Senke ist vor allem der Buntsandstein mit bis zu 1.000 m Mächtigkeit, ein wasserdurchlässiges und damit siedlungsfeindliches Gestein, welches den Burgwald, aber auch den Marburger Rücken, die Lahnberge und den nördlichen Teil der Oberhessischen Schwelle prägt.
Das Mittelgebirge des Vogelsbergs im Osten Mittelhessens mit einer Basaltfläche von 2.500 km² ist das größte geschlossene Vulkangebirge Europas. Die Laven haben sich lang anhaltend tafelförmig ausgebreitet, die Basaltmächtigkeit beträgt bis zu 300 Meter.
Im Zentrum Mittelhessens liegen mehrere Becken, die Teil des Mittelmeer-Mjösen-Grabens (europäische Riftzone) sind: Im Süden ragen die Ausläufer der Wetterau in die Region, es schließen sich das Gießener Becken und, hinter dem einen Riegel bildenden Vorderen Vogelsberg, das Amöneburger Becken an.

### Berge

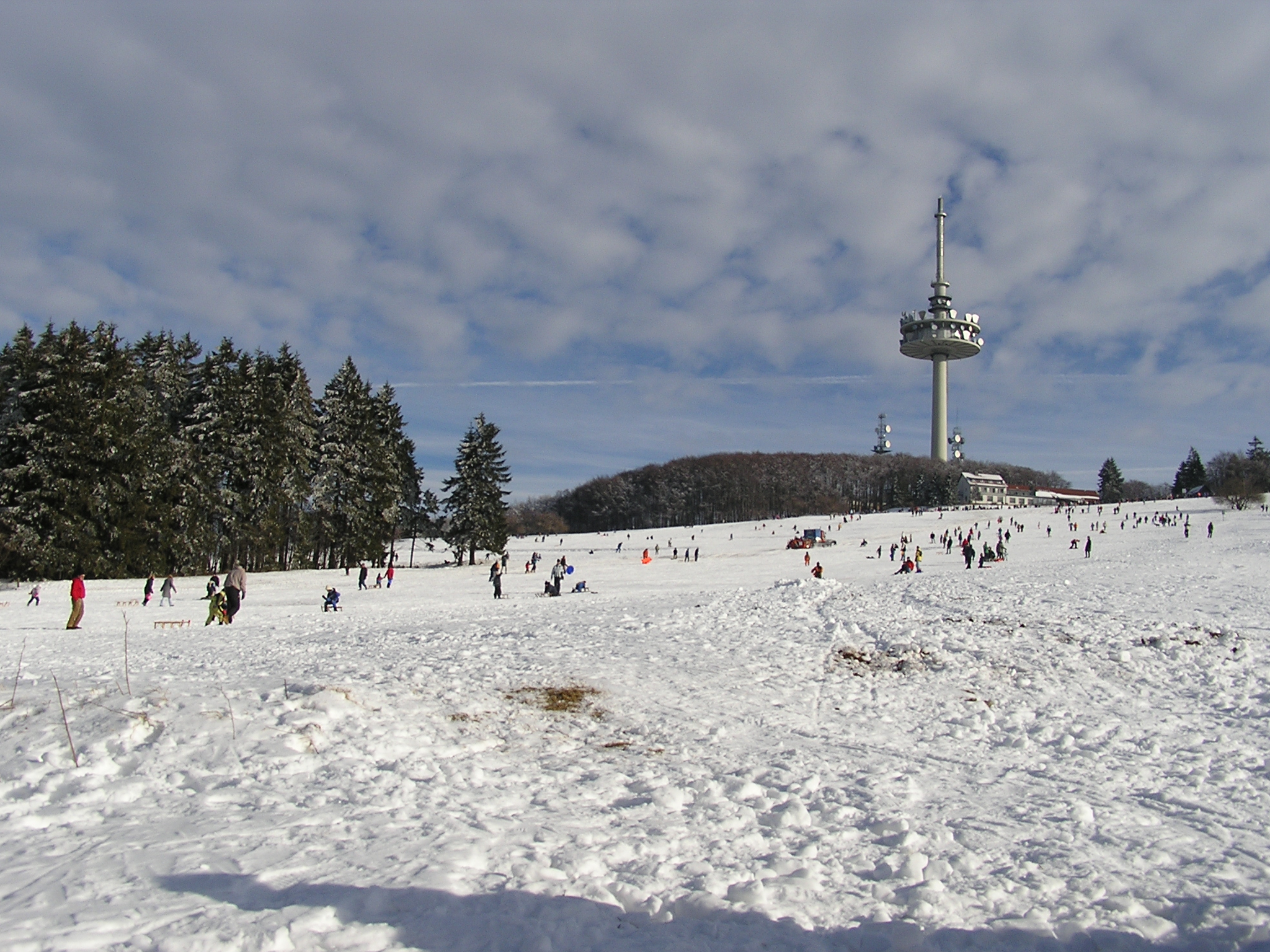
Vogelsberg im Winter

Landschaftsprägend sind die Härtlinge des Rheinischen Schiefergebirges wie die Sackpfeife (Berg) (674 m), die Angelburg (Berg) (609 m), der Dünsberg (498 m), Rimberg (498 m) sowie die Basaltkuppen Amöneburg, Stoppelberg (402 m) im Norden des Östlichen Hintertaunus oder der Gleiberg. Die wichtigsten Berge des mittelhessischen Westerwaldanteils sind der Höllberg (643 m), Auf der Baar (618 m) und der Knoten (605 m). Die wichtigsten Berge im mittelhessischen Östlichen Hintertaunusanteils sind das Kuhbett (526 m), der Hesselberg (518 m). der Steinkopf (518 m). Die höchste Erhebung Mittelhessens ist der im Osten der Region gelegene Taufstein im Vogelsberg mit einer Höhe von 773 Metern.

### Flüsse

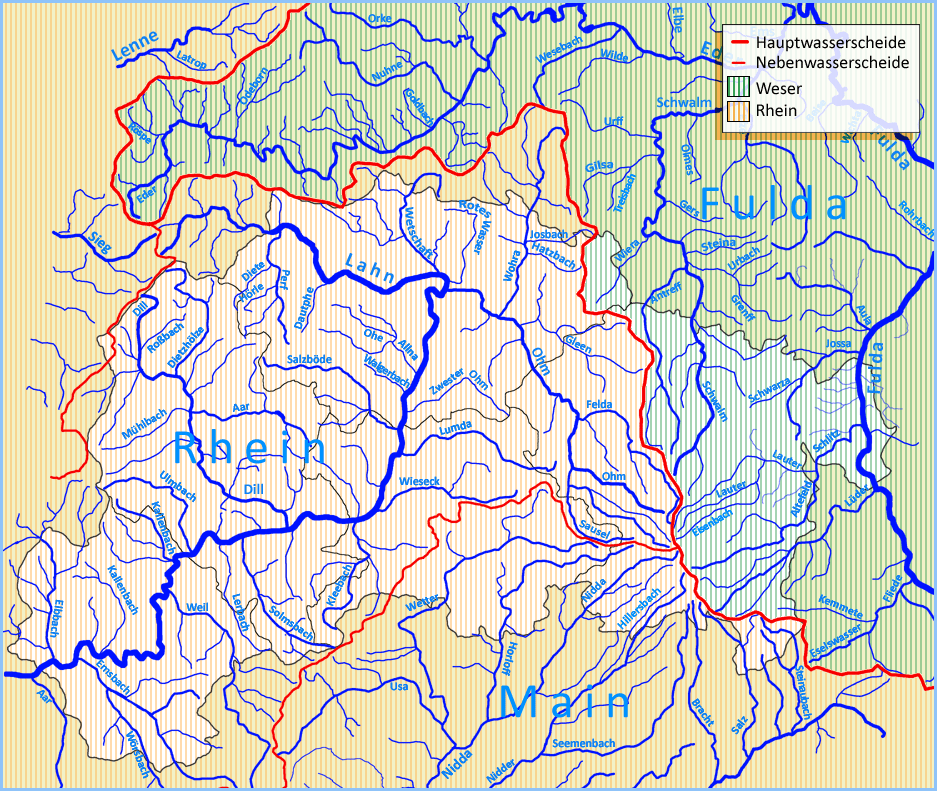
Flüsse in Mittelhessen

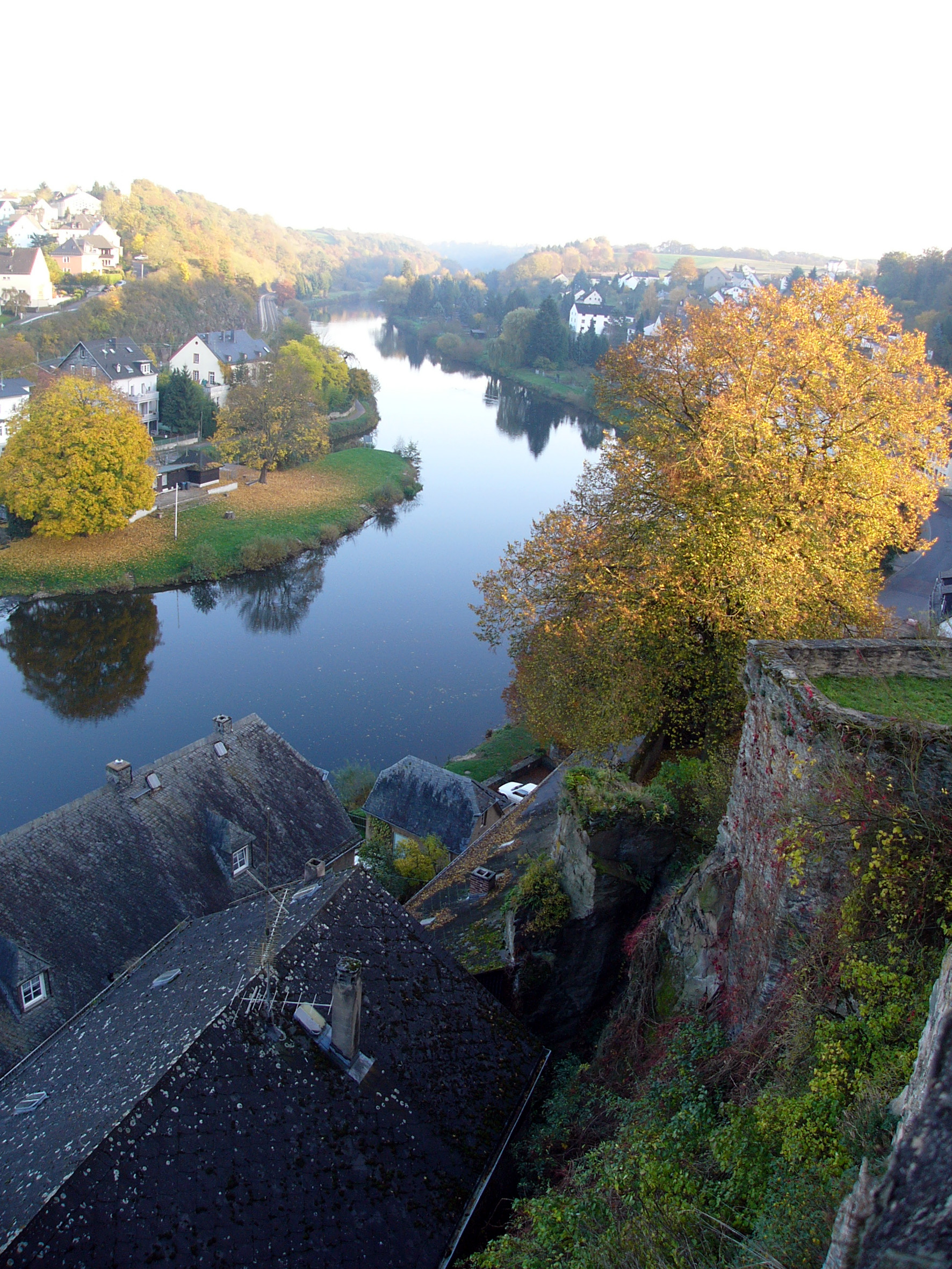
Das Lahntal bei Runkel

Die Flusstäler vor allem der Lahn und der Dill bilden teils tiefe Einschnitte in die Landschaft und stellen historisch wichtige Verbindungslinien dar, die großen Einfluss auf die Städte- und Wirtschaftsentwicklung hatten. In der rund 250 Meter tiefen Einkerbung des Dilltales werden zahlreiche Lagerstätten des Grundgebirges angeschnitten. Größere Nebenflüsse der Lahn in Mittelhessen sind u. a. die Dill, die Ohm, die Weil und der Emsbach.
Quer durch den Vogelsberg verläuft von Südost nach Nordwest die Rhein-Weser-Wasserscheide. Die Flüsse, welche im nördlichen und östlichen Vogelsberg entspringen, entwässern über die Fulda in die Weser. Hierzu zählen die Schwalm nebst Antrift, die Lüder und die Schlitz.
Die Wetter hingegen gehört als Nebenfluss der Nidda bereits zum Einzugsgebiet des Mains.

### Klima
Die Klimaverhältnisse sind durch einen Grenzcharakter vom maritimen zum kontinentalen Klimatypus einerseits gekennzeichnet, andererseits durch viele durch die Mittelgebirge bedingte kleinräumliche Varianten. Es gibt in Hessen klimatisch sowohl West-Ost- wie auch Nord-Süd-Gegensätze, deren Übergangsraum jeweils Mittelhessen darstellt. Verallgemeinerungen fallen daher schwer, ein eigenständiges mittelhessisches Klima gibt es nicht.

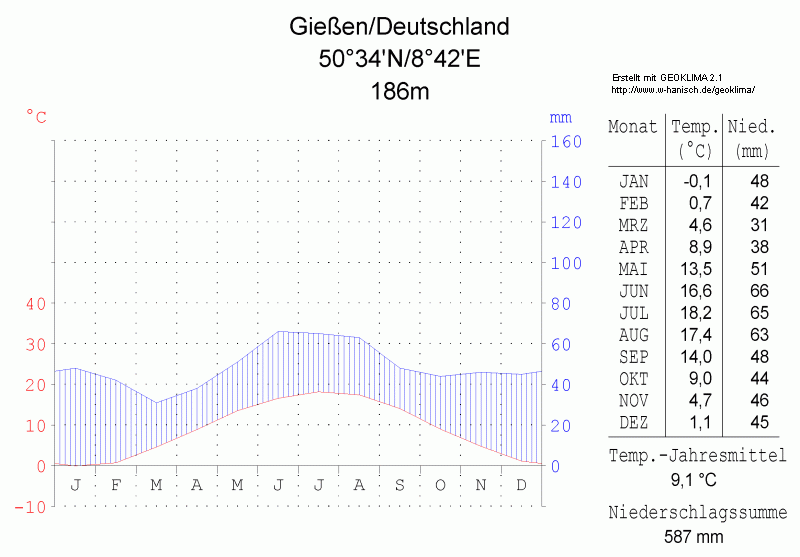
Klimadiagramm von Gießen

Die morphologische Struktur der Region steht der Hauptwindrichtung (in der Regel Westlage vom Atlantik auf das Festland) entgegen. So werden die Luftmassen am Rheinischen Schiefergebirge zum Aufsteigen gezwungen und kühlen sich dort ab, was zu Niederschlägen führt. Mittelhessen befindet sich im Windschatten des Schiefergebirges, das wie ein Schutzschild wirkt, hat dadurch kontinentalere Klimabedingungen und deutlich geringere Niederschläge. Vor allem bei Westlagen wirkt sich dies aus; bei Nordlagen hingegen können Kaltluft-Einbrüche gut durch die Öffnung der Westhessischen Senke von Nordhessen eindringen. Der Vogelsberg hindert die Luftmassen am Vordringen und stellt im Nord-Süd-Profil eine wichtige Klimascheide dar: er begünstigt das Klima südlich des Mittelgebirges.
Allgemein sind die im Westen gelegenen Mittelgebirge Gebiete reichhaltigen Niederschlags, in den Höhen liegen die Jahresniederschläge im langjährigen Durchschnitt bei über 1000 mm. Nach Osten zu, aber auch im Limburger Becken nehmen die Niederschläge rasch ab, im Bereich der mittleren Lahn liegen sie zwischen 600 und 650 mm pro Jahr. Die Barriere des bis zu 600 m hohen Vogelsbergs zwingt die Luftmassen wieder zum Abregnen, die Jahresniederschläge erreichen in den Gipfellagen Werte um 1200 mm.
Die mittleren Lufttemperaturwerte sind vergleichsweise moderat: im Januar schwanken sie zwischen −3 (Vogelsberg) und +1 °C (Limburger Becken), im Juli zwischen 15 (Vogelsberg) und 19 °C (nördliche Wetterau). Die Temperaturen werden durch die Morphologie Mittelhessens beeinflusst: je höher die Lage, desto kälter ist in der Regel die Durchschnittstemperatur. Die geschlossenen Beckengebiete kehren dies im Winter jedoch um, da sich in ihnen die Kaltluft ansammelt: sie sind gekennzeichnet durch Strahlungsnebel und Smog-gefährdet. Die durchschnittliche Sonnenscheindauer ist dadurch auf den Randhöhen der Becken höher.

### Ausdehnung und Abgrenzung der Region

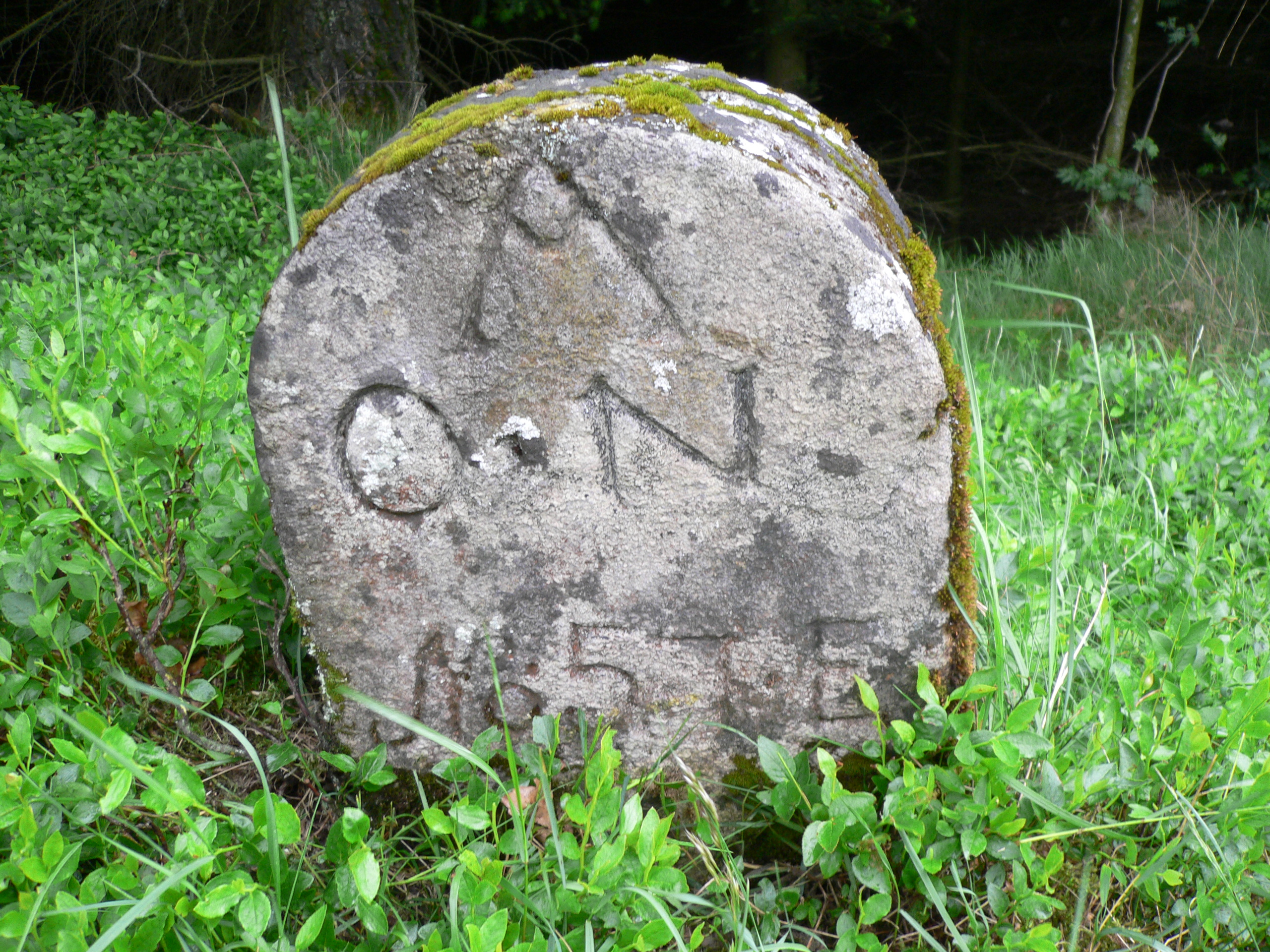
Ein Grenzstein in Mittelhessen im Verlauf der ehemaligen Grenze zwischen Hessen-Darmstadt und Oranien-Nassau

Mittelhessen wird als 1981 geschaffenes Verwaltungsgebilde formal durch die zum Regierungsbezirk gehörenden fünf Landkreise abgegrenzt. Die Zugehörigkeit der Menschen hingegen ist auch durch die Jahrhunderte dauernde Orientierung auf die von starken Zentren dominierten Nachbarregionen geprägt: Während sich der westliche Limburg-Weilburger Raum durch seine frühere Zugehörigkeit zu Nassau in Richtung des Rhein-Main-Gebietes und früher bis nach Wiesbaden richtet, ist die Bevölkerung im Raum Marburg auf das dortige Oberzentrum und nach Gießen und Kassel orientiert, ebenso wie die Bevölkerung des Hessischen Hinterlandes. Die Bewohner der Dill-Region orientieren sich zum Raum Wetzlar. Im östlichen Vogelsberg bestehen enge Bindungen zum Raum Fulda (Osthessen), wohingegen sich die nördlichen Teile der Wetterau entsprechend ihrer Zugehörigkeit zur ehemaligen hessen-darmstädtischen Provinz Oberhessen eher in Richtung Gießen als in den südlicher gelegenen Ballungsraum des Rhein-Main-Gebietes orientieren.

## Geschichte
Mittelhessen als heutige Region hat im Gegensatz zu den Regierungsbezirken Kassel und Darmstadt keine eigene geschichtliche Tradition. Die Regionalgeschichte ist aus diesem Grund territorialgeschichtlich komplexer als in Nord- und Südhessen.

### Ur- und Frühgeschichte

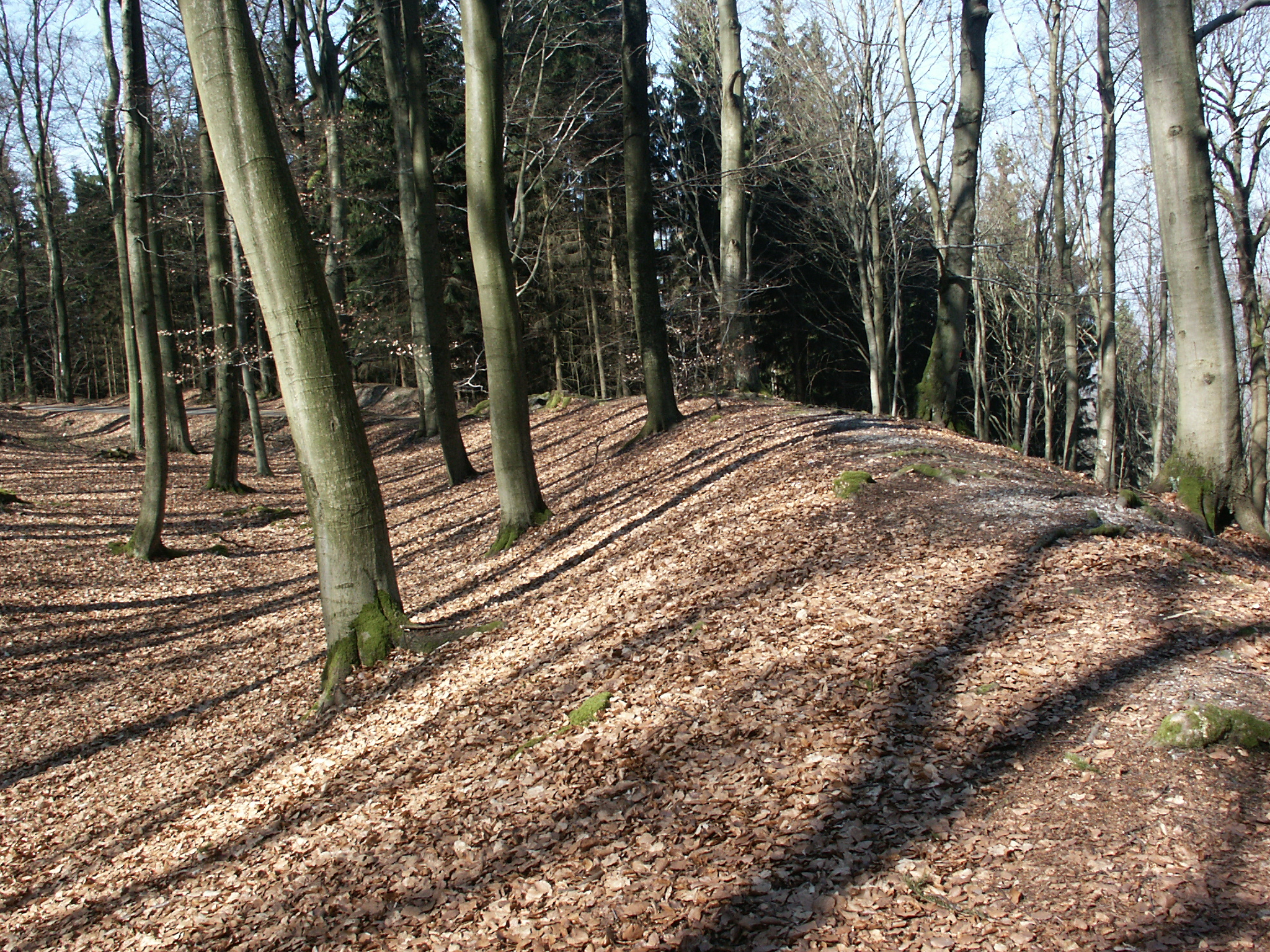
Keltischer Ringwall am Dünsberg

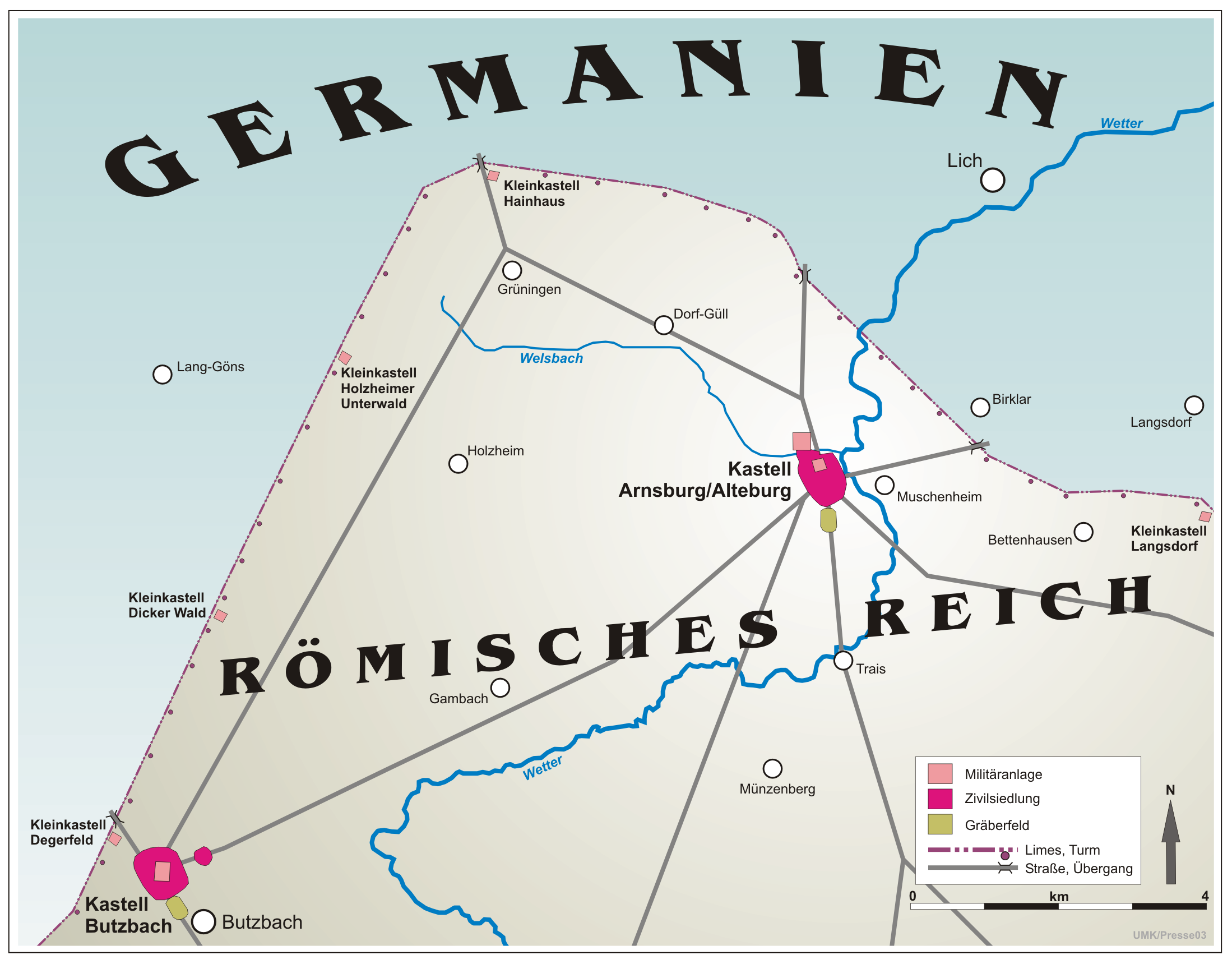
Verlauf des Limes durch das heutige Mittelhessen

Bereits in der Altsteinzeit waren die Lahnhöhen zum Beispiel in der Wetzlarer Region besiedelt. Durch die vom Klima begünstigte Lage blieben dort die Menschen auch in der Würmeiszeit vor rund 50.000 Jahren.
Jüngste umfangreiche Ausgrabungen längs der Lahn in Wetzlar-Dalheim haben größere, 7.000 Jahre alte Siedlungsreste einer bandkeramischen Kultur hervorgebracht. Die Ausgrabungen belegen weiter für die Nachfolgesiedlung germanische Ursprünge. Sie bestand etwa seit der Zeitenwende und war für die Dauer von ca. 1.400 Jahren besiedelt.
Die Eisenerzeugung und -verarbeitung hat in und um Wetzlar eine 2.500-jährige Tradition.
Im mittelhessischen Raum gibt es zahlreiche keltische Siedlungsspuren u. a. Ringwallanlage Daubhaus, Angelburg (Berg), Ringwall Hünstein, Ringwallanlage Rimberg, Christenberg, Lützelburg, Ringwallburg Heunstein, Ringwall Rittershausen und Amöneburg, die noch nicht oder nur unzureichend untersucht sind. Auf der Gemarkung Wetzlars bestanden drei keltische Siedlungen. Am bekanntesten ist das ca. 10 km nordwestlich von Gießen und ca. 12 km nordöstlich von Wetzlar gelegene keltische Oppidum auf dem Dünsberg.
Im 1. Jahrhundert v. Chr. wanderten elbgermanische Bevölkerungsgruppen (Sueben?/Landoudioer?) ein und siedelten zusammen mit den Kelten im mittelhessischen Raum. Ob diese neue Gruppe im Stamm der Chatten aufging oder ob sich die Chatten aus ihrem Stammland um Fritzlar und Kassel nach Süden und Südwesten ausbreiteten, ist bis heute noch nicht abschließend geklärt. Chatten siedelten im Süden bis in das Gießener Becken hinein.
Bei Niederweimar (südl. Marburg) fand man bei Ausgrabungen unter dicken Auelehmschichten an der Lahn deutliche Hinweise, die eine ununterbrochene Besiedlung von der Jungsteinzeit über die Latènezeit bis in die frühe römische Kaiserzeit belegen. Die Keramik zeigt u. a. einen Stil bei dem keltische Einflüsse mit dem im Osten geprägten germanischen Form- und Zierstil verbunden wurden.

### Antike
Ein römisches Wegenetz um Wetzlar war schon früh vorhanden. Weitere Römerfunde in Waldgirmes belegen eine zivile römische Siedlung im Aufbau, in Dorlar und Niederweimar gab es römische Militärlager. Versuche der römischen Kaiser, die Chatten zu unterwerfen, scheiterten und der Rhein wurde Grenze des römischen Reiches. Nach dem Chattenkrieg 83 bis 86 n. Chr. ließ Kaiser Domitian den Limes in Obergermanien als Grenzlinie anlegen. Er umschloss in einer Ausbiegung nach Norden die Wetterau als Kornspeicher für die Römer (heute als Wetterau-Limes bezeichnet); bis heute sind sein Verlauf und (rekonstruierte) Reste von Kastellen in der Landschaft sichtbar. Der größte Teil Mittelhessens war von den Chatten bewohntes freies Germanien, von wo aus 259/260 die Germanen ihre Angriffe starteten und die gut bewachte Grenze mit ihren Wachtürmen und Kastellen überwanden. In der Folge ließen sich vom 3. bis zum 5. Jahrhundert Alamannen zwischen Taunus und Vogelsberg nieder, die ab dem 4. Jahrhundert von Westen her von den Franken durchdrungen/verdrängt wurden.

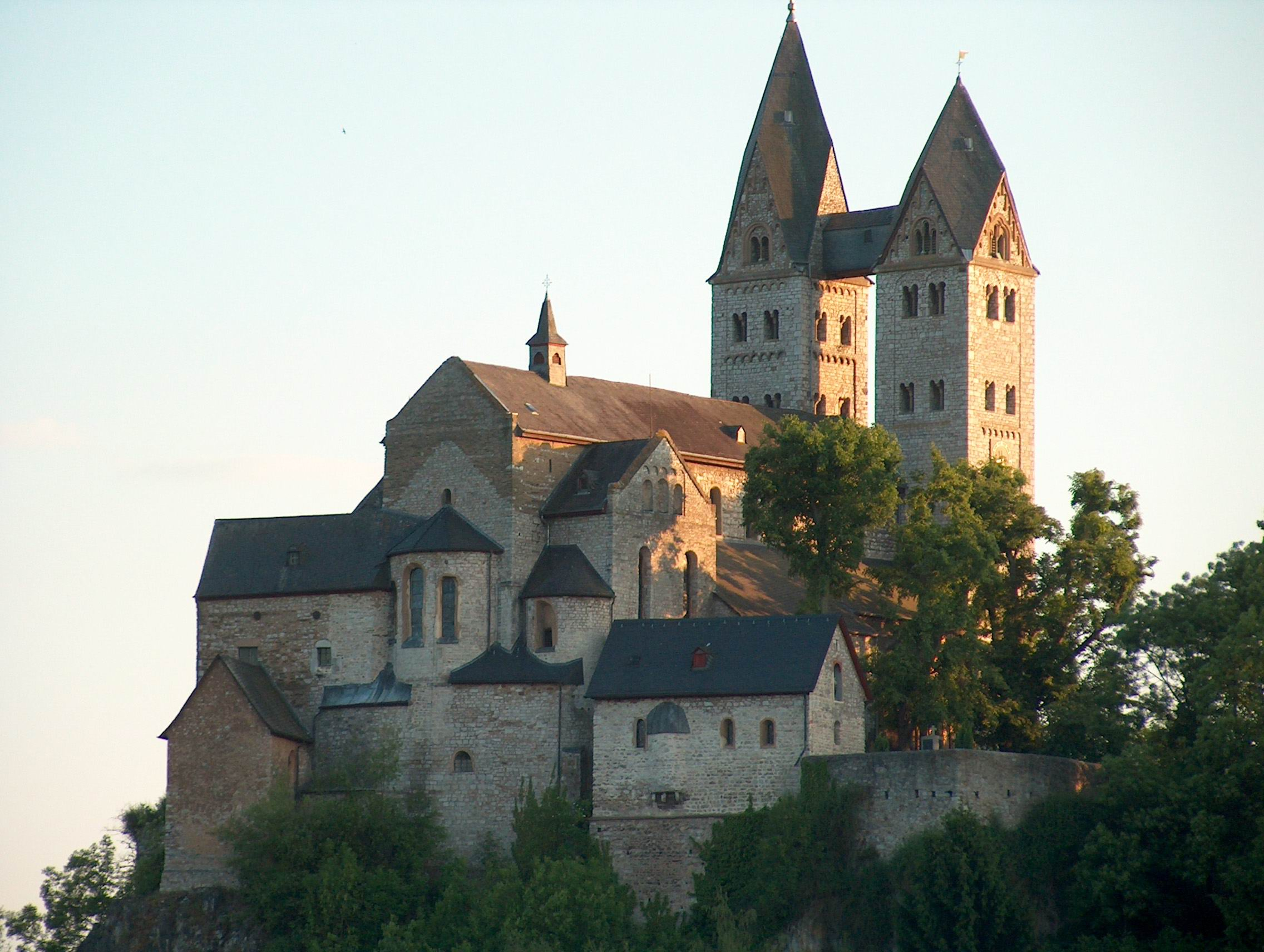
St. Lubentiuskirche in Dietkirchen

### Mittelalter
Mit den Franken kam auch das Christentum nach Mittelhessen, wo bereits seit dem 7. Jahrhundert iro-schottische Mönche missionierten. Zentren dieser vorbonifatischen Mission waren Fulda, Büraberg, Amöneburg, Schotten, Wetter, das Gießener Becken und die Wetterau. Bonifatius traf daher auf bereits mehr oder weniger bekehrte Chatten (Hessen). Die romanische Kirche in Limburg-Dietkirchen war einer der ersten Mittelpunkte rechts vom Rhein nach der römischen Kirchenreformation durch Bonifatius, welcher auch das Bistum Mainz gründete.
Das Bistum Trier erweiterte sein Einflussgebiet von der Lahnmündung her über Wetzlar die Dill hinauf, das Bistum Mainz drängte vom Gießener Becken und von Osten (Amöneburg) aus in den gleichen Raum. Die Sieg herauf über die Lahn-Quelle hinaus griff das Erzbistum Köln in das obere Lahntal bis Biedenkopf über. Die Bistümer Mainz und Trier trafen sich bei ihren Bemühungen um Einfluss und Macht in der Region und legten ihre Grenzen fest (z. B. verlief die Grenze Trier/Mainz durch die heutige Gemeinde Bad Endbach).
Die Franken verwendeten für die Gegend südöstlich des Rothaargebirges, östlich des Westerwaldes und nördlich des Taunus den Namen Lahngau, eine Fläche, die mit dem heutigen Mittelhessen fast deckungsgleich ist. Nordöstlich des Lahngaues schloss sich der Hessengau an, dessen südliche Grenze sich später mit dem Untergau Perfgau und der Zent Dautphe deckte. Die Grenze des Hessengaues wurde vermutlich im Verlaufe der Auseinandersetzungen mit den Sachsen vom Lützlergebirge (Wasserscheide Eder/Lahn) nach Süden an die Angelburg (Berg) auf die Wasserscheide Gansbach, Perf, Allna zu Siegbach und Salzböde verschoben. Anders lassen sich die widersprüchlichen Angaben über die Lage von Besitz und Rechten nicht erklären. Interessanterweise folgten beide Grenzverläufe zwei ehemals bedeutsamen, Ost-West verlaufenden Fernwegen, und zwar dem „Diebspfad“ oder „Salzweg“ auf dem Lützlergebirge und der Köln-Leipziger-Fernhandelsstraße, auch „Brabanter Straße“ genannt, die von Marburg kommend über die Bottenhorner Hochflächen an der Angelburg vorbei in Richtung Siegen weiterzog.
Der Lahngau war unter dem karolingischen Königtum in zwei Gaue untergliedert: den Oberlahngau und den Niederlahngau, deren Grenze ungefähr auf der Wasserscheide zwischen Solmsbach und Weil verlief.
Von jeher trafen hier uralte Fernwege aufeinander, so die strategisch bedeutsame Weinstraße (Wagenstraße) aus Mainz und Frankfurt, die durch Wetzlar und westlich an Marburg vorbei nach Paderborn führte. Die Hohe Straße von Frankfurt führte über Wetzlar nach Köln und Antwerpen. Am Übergang der Ohm im Amöneburger Becken trafen die Langen Hessen auf die aus Brabant (Belgien) über Köln, Siegen, Angelburg (Berg), Gladenbach und Marburg kommende bedeutende Ost-West-Verbindung, die Köln-Leipziger-Straße (Brabanter Straße).
Zum Schutz gegen die Sachsen errichteten die Franken am Ende des 7. Jahrhunderts Großburgen auf dem Amöneburger Basaltkegel und auf dem Christenberg.

### Herrscher und Herrschaftsbereiche im Mittelalter

#### Rupertiner und Konradiner, Das Hochstift Worms
Nach der fränkischen Landnahme setzten die Karolinger lothringische Hochadlige, z. B. die Rupertiner, als Verwalter in den rechtsrheinischen Gebieten ein. Ihre Macht bezogen sie von ihrer Stellung als Grafen mit Reichsgut. Ihre Nachfolger sind die ebenfalls lothringischen Konradiner. Wir finden sie im 8. Jahrhundert als Vögte der Lorscher und Fuldaer Besitzungen im Lahngebiet. Sie waren für Verwaltung, Rechtsprechung und Heeresbildung verantwortlich. Ihr Herrschaftsgebiet konnten sie stetig ausweiten. Konrad I. war von 911 bis 918 König des Ostfrankenreichs. Die Konradiner herrschten über den Hessengau und den Lahngau.

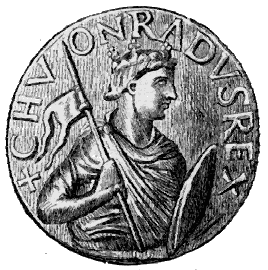
König Konrad I. aus Weilburg

Durch ihre Kirchenstiftungen ist ihr Wirken bis heute nachvollziehbar. Ein Teil dieser Güter ging in ihre Hände über. Diese verwendeten sie zur Ausstattung des konradinischen Walpurgisstiftes in Weilburg. Nach der Konfiskation durch das Reich 993 schenkte der spätere Kaiser Otto III. den gesamten Konradinerbesitz an das Hochstift Worms, und damit auch den ehemaligen Lorscher und Fuldaer Vogteibesitz.
Aus dem Verkehrsknotenpunkt Wetzlar wurde durch die Errichtung eines Kanoniker-Stiftes 914/15 zum Beispiel ein kirchliches und damit herrschaftliches Zentrum. Der Niederlahngauer Graf hatte seinen Sitz in Limburg, wo neben der Burg das Stift St. Georg entstand. Ebenso exponiert lag die Burg in Weilburg, in der Konrad der Ältere, der Vater des Königs, 906 bestattet wurde. Im 10. Jahrhundert begann sich die Herrschaft der Konradiner nach einer Auflehnung gegen König Otto I. 939 langsam aufzulösen, 1036 starben die Konradiner aus.

#### Verschiedene Herrscher
Nach wechselvollen Jahren unter unterschiedlichen Herrschern (vom jeweiligen König eingesetzte Amtsgrafen) konnten unter dem Königtum der Salier die Grafen Werner von Neckarau-Grüningen-Maden, beginnend mit Werner I., an die Zeit der Konradiner anknüpfen. 955 sind sie als Vögte im Perfgau nachweisbar. 1103 war Werner IV. Vogt des Domstiftes Worms. Doch konnte er die Ländereien nur teilweise halten. Mit seinem Tod 1121 gelangten wesentliche Teile an das Erzstift Mainz. Die wormsischen Lehen an der unteren Lahn gingen in die Hände der Grafen von Laurenburg, die sich seit 1160 nach ihrer Burg Grafen von Nassau nennen.
Einen Teil des reichseigenen Lehnsgutes erhielten die Dynasten von Gleiberg. Dieses bedeutende Grafengeschlecht stammte ab von Friedrich von Luxemburg und kam durch die Heirat mit einer konradinischen Erbtochter nach Mittelhessen. Die Schwester Friedrichs war die Ehefrau Kaiser Heinrichs II. (1002–1024). Als die Linie Gleiberg-Luxemburg ausstarb, wurde sie von den Pfalzgrafen von Tübingen, den Herren von Merenberg und den Grafen von Solms beerbt. Die Grafschaft Gleiberg wurde 1104 geteilt. Der westliche Teil gelangte zum Teil an die Merenberger und zum Teil an die Grafen von Solms. Im nördlichen Gebiet der Grafschaft Solms hatte die Speyerer Kirche ausgedehnten Besitz. Der Ostteil der Grafschaft fiel an die Pfalzgrafen von Tübingen. Nach dem Aussterben der Grafen Werner 1121 erhielten die Merenberger, die inzwischen auf Burg Gleiberg residierten, die Grafschaft Ruchesloh. Sie war vermutlich eine Untergrafschaft und umfasste ehemals ein Gebiet, das vom Amöneburger Becken bis ins obere Salzbödetal reichte.
Die hessische Grafschaft Maden im Hessengau mit der Burg Gudensberg kam von den Grafen Werner an die Gisonen (Stammburg Hollende westlich von Wetter). Dieses Geschlecht, mit engen Beziehungen zum Königshaus, übte auch die Reichs-Vogtei aus über ein großes Gebiet, das vom Burgwald nördlich von Marburg bis in den Westerwald reichte. Sie waren auch Vögte des Stiftes Wetter.
Die vom „übrigen“ Hessen separierte Stadt Wetzlar war von 1180 bis 1806 Freie Reichsstadt.

### Die Landgrafen
Die Landgrafen von Thüringen (ab 1131) beerbten durch Heirat die Gisonen nach deren Aussterben und erhielten dadurch auch die Lehnshoheit über das Gebiet um und westlich von Marburg. Von den Landgrafen wurde dieses Gebiet, wie die gesamte Grafschaft Hessen, zunächst nur als Nebengebiet betrachtet und auch so behandelt. Zu dem Neuerwerb gehörten u. a. die Lehnshoheit über den Westerwald, die Herborner Mark, die Haigerer Mark, die Kalenberger Zent, die Herrschaft zum Westerwald, das Gericht Löhnberg mit zahlreichen Eigengütern bis nach Koblenz über den Engersgau, ins Bergische und Siegerland. Diese weitgestreuten Rechte und Besitztümer schlossen die Landgrafen von Thüringen nicht zu einem flächendeckenden Verband zusammen, da ihr Hauptinteresse offenbar woanders lag. Sie verlehnten Teile weiter, so u. a. auch 1231 an die Grafen von Nassau, die damit u. a. die Herborner Mark und die Haigerer Mark erhielten. Zuvor hatten die Landgrafen die ihnen aus dem Gisonenerbe zustehenden Vogteirechte über deren hessischen Besitz an die Grafen von Nassau weitergegeben. Damit verbunden war auch die Vogtei über den gesamten wormsischen Besitz (Hochstift Worms) in Hessen, u. a. das Walpurgisstift Weilburg. Diesen Vogteirechten verdankt das Haus Nassau seine größten Besitztümer und Rechte im neuen Einflussgebiet der Landgrafen westlich von Marburg.

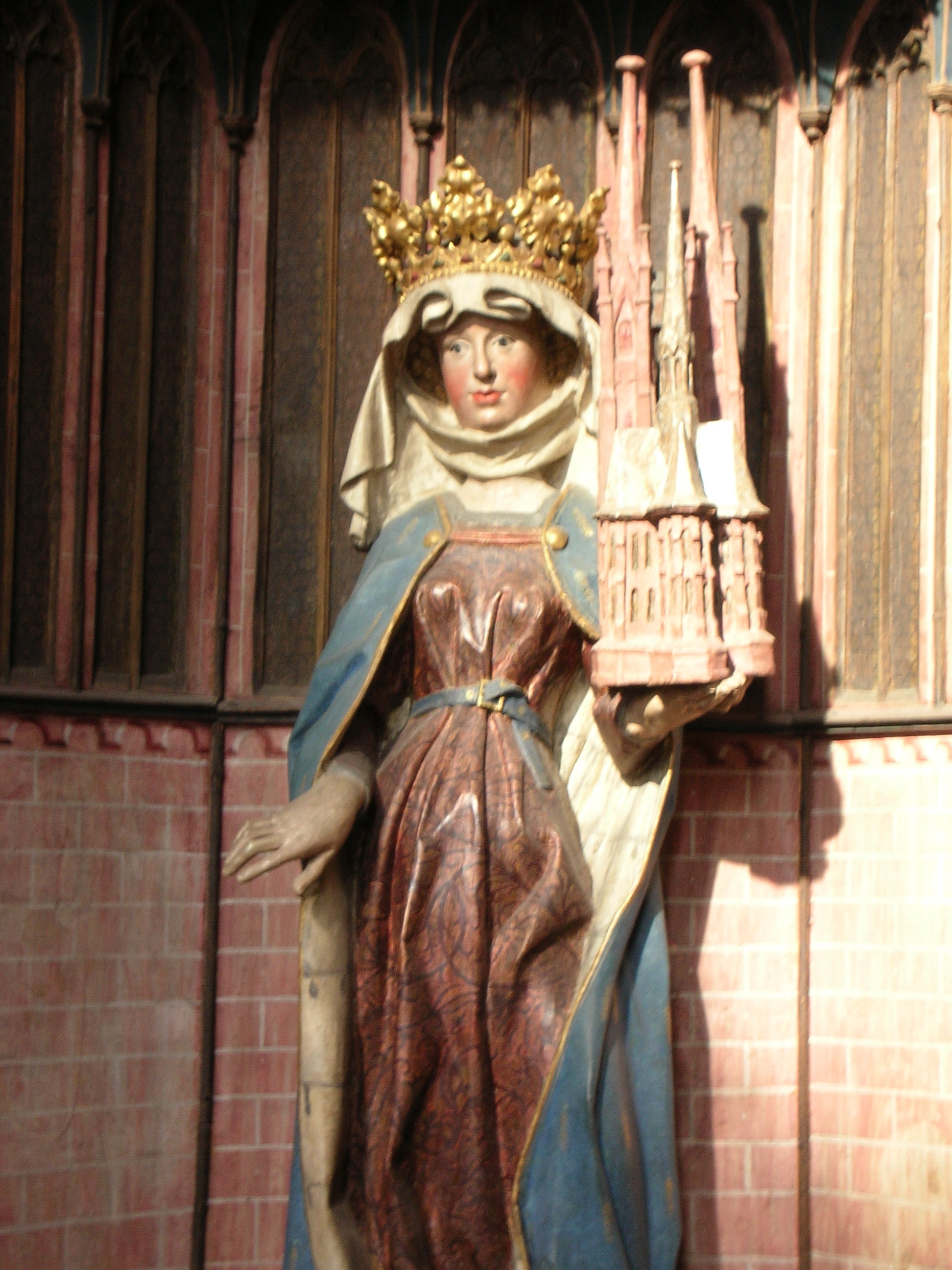
Elisabeth von Thüringen in der Marburger Elisabeth-Kirche

1247 starben die Ludowinger Landgrafen von Thüringen mit Heinrich Raspe im Mannesstamme aus. Aus der Ehe von Ludwig IV. († 1227) und Elisabeth von Ungarn gingen die beiden Töchter Gertrud und Sophie hervor, die nun Erbinnen waren. Elisabeth (1207–1231) wurde 1336 heiliggesprochen und ging als „Heilige Elisabeth“ in die Geschichte ein. Die jüngere Tochter Gertrud wurde 1248 Äbtissin des Reichsklosters Altenberg bei Wetzlar. Sophie hatte den Witwer Herzog Heinrich II. von Brabant und Niederlothringen (* 1207; † 1248) geheiratet. Sie hatten einen gemeinsamen Sohn, Heinrich (* 1244), der als Landgraf Heinrich I. von Hessen zum Stammvater aller hessischen Herrscher wurde.

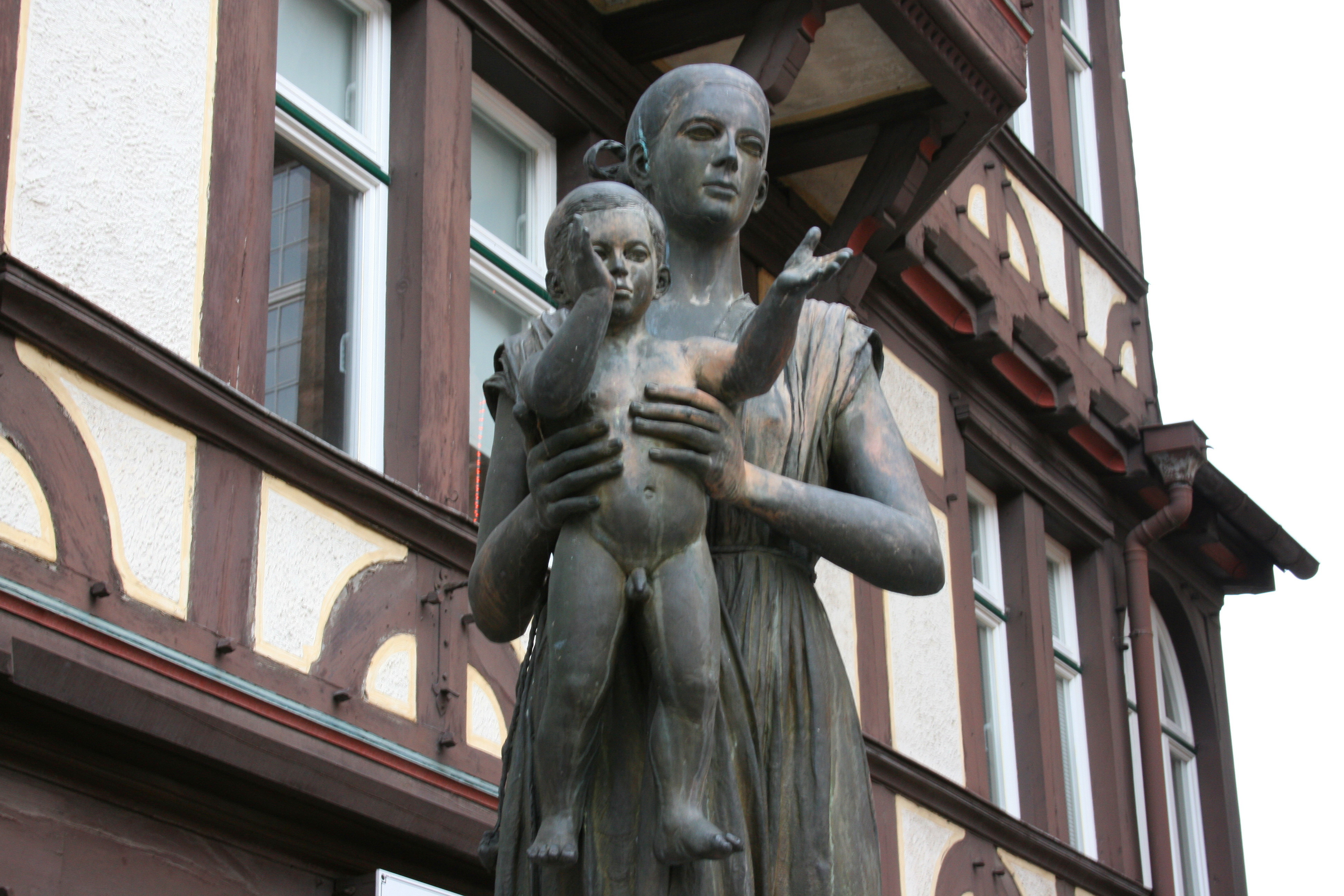
Sophie von Brabant

### Kampf um die Vorherrschaft, Hessen gegen Nassau
In dieser Situation versuchte der Erzbischof von Mainz Siegfried III. als Oberlehnsherr seine hessischen Lehen und Besitzungen, besonders die Grafschaft Hessen selbst, nach dem Aussterben der Ludowinger einzuziehen und zu einem geschlossenen Territorium zusammenzufügen. Der Herzog von Brabant zeigte aber sofort Präsenz, zog nach Marburg und nahm zusätzlich den Titel eines Landgrafen von Hessen an, um seinem Sohn Heinrich das hessische Erbe zu sichern. Zurückgekehrt nach Brabant verstarb er am 1. Februar 1248. Seine 24-jährige Witwe, die Herzogin Sophie von Brabant übernahm aber sofort für ihren noch unmündigen Sohn die Regentschaft und ließ sich in Marburg huldigen. Als wertvolle Bundesgenossen standen ihr zur Seite viele Angehörige des heimischen Adels und der Deutsche Orden in Marburg.
Dernbacher Fehde

Mit Rückendeckung des Erzbischofs von Mainz verweigerten die Grafen von Nassau der „Frau von Hessen“ den Lehnseid. Damit war die seit 1230 schwelende Fehde mit den aufstrebenden Grafen von Nassau und dem heimischen Adel in ein neues Stadium getreten. Insbesondere ging es dabei um die Herrschaft über die „Herborner Mark“ und die Vorherrschaft im östlich angrenzenden Gebiet. Heftige Kämpfe mit anfangs wechselnden Erfolgen zwischen dem Erzbistum und den Grafen von Nassau einerseits und dem Landgrafen mit dem heimischen Adel andererseits zogen sich hin bis 1333. 

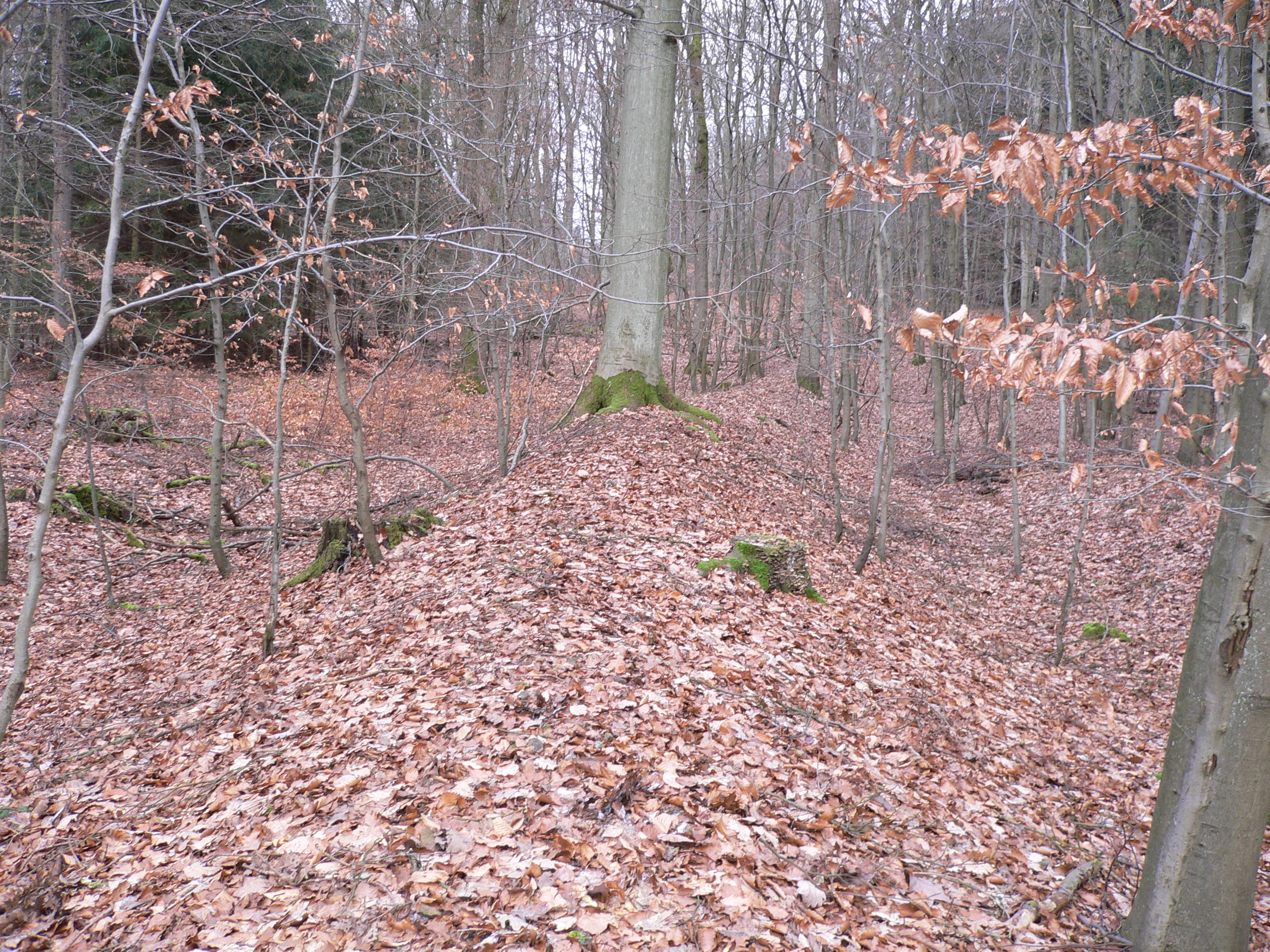
Wall der Innenheege, Teilstück der Mittelhessischen Landheege bei Bad Endbach-Wommelshausen

In die Geschichte eingegangen ist diese Auseinandersetzung als „100-jährige Dernbacher Fehde“ (benannt nach dem Rittergeschlecht ‚von Dernbach‘, das die Hauptlast trug), die 1336 mit einem Vergleich beendet wurde. Die Grenze wurde danach (ab der Gemeinde Bad Endbach bis zur Lahn, südlich Fronhausen) mit der Landheege gesichert. Hessen zog sich aus der Dill-Region zurück, Nassau hatte sich dort durchgesetzt und machte die Dillenburg zum Sitz der Nebenlinie Nassau-Dillenburg. Damit war auch eine Verbindung zu ihrem Besitz im Siegerland hergestellt.
Im Jahr 1263 erzielt der Landgraf einen großen Erfolg. Das Erzbistum musste im Langsdorfer Vertrag den neuen Landgrafen aus dem Hause Brabant anerkennen und ihm seine Rechte und Besitzungen belassen. 1265 kann Heinrich zu den bisherigen Gütern einen Teil der Grafschaft Gleiberg mit Gießen von den Pfalzgrafen von Tübingen erwerben. Er macht 1277 Kassel anstelle von Marburg zu seiner Residenz und nennt sich fortan Landgraf von Hessen. In der Schlacht bei Fritzlar besiegt er 1280 den Erzbischof von Mainz entscheidend. König Adolf von Nassau erhebt Heinrich am 12. Mai 1292 in den Reichsfürstenstand. Damit waren die Landgrafen rangmäßig den Herzögen gleichgestellt.
Die Fehden und Händel gingen weiter, auch nach dem Ausgleich von 1336 mit Nassau. Endgültig abgeschlossen wurden die Streitigkeiten mit dem Erzstift Mainz und Nassau aber erst durch den Frieden von Frankfurt (1427). Mit dem Ende dieser Auseinandersetzungen, dem über 80 Jahre dauernden Katzenelnbogischen Erbfolgestreit, wurden mit dem Augsburger Religionsfrieden 1555 auch die Grenzen in diesem Raum zwischen der Grafschaft Nassau-Dillenburg und der Landgrafschaft Hessen festgelegt, die bis 1866 Bestand hatten.

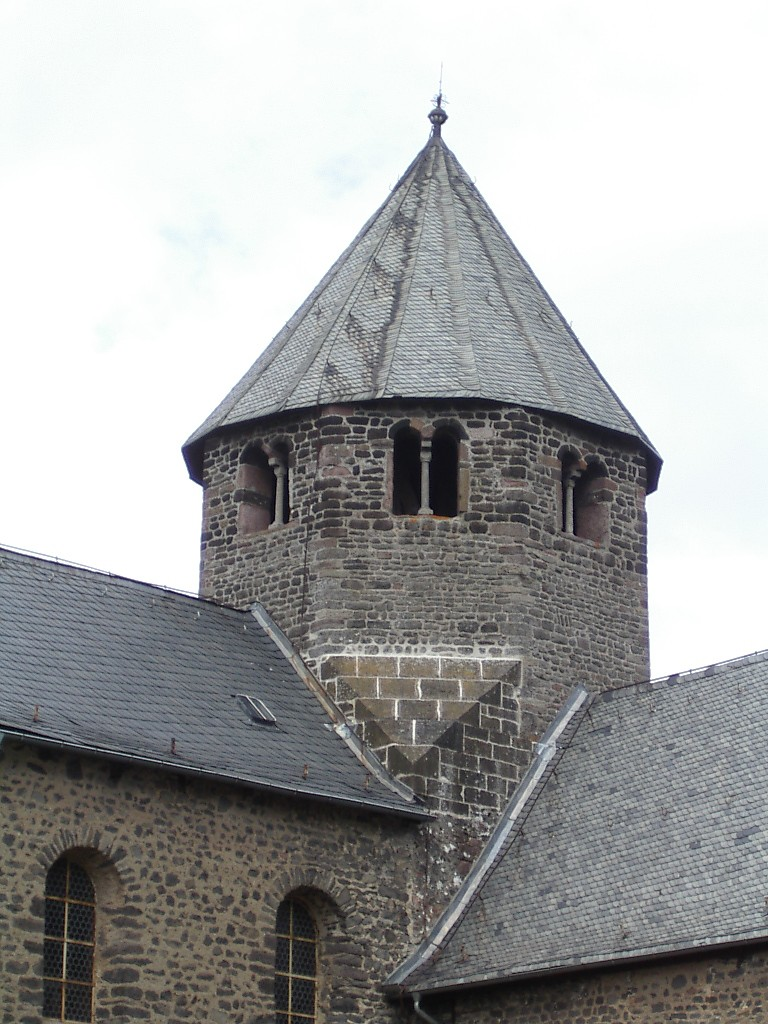
Klosterkirche Schiffenberg

An der mittleren Lahn entstand währenddessen die Gleiberger Grafschaft mit der Burg Gleiberg als Mittelpunkt. Diese wurde 1103 von König Heinrich V. erobert und zerstört. Die nun verwitwete Gräfin Clementia von Gleiberg gründete 1129 auf dem Schiffenberg ein Augustiner-Chorherrenstift, das ab 1265 von den Landgrafen von Hessen als Vögten verwaltet wurde. Die Grafschaft wurde geteilt: Die durch die Wasserburg Gießen gesicherte Osthälfte ging an die Pfalzgrafen von Tübingen, die 1248 auch die Stadt gründeten, das Gebiet aber 1264/65 an Landgraf Heinrich von Hessen übergaben. Die Westhälfte gelangte mit der Vogtei über Wetzlar an die Herren von Merenberg und nach deren Aussterben 1328 über die Erbfolge an die Grafen von Nassau-Weilburg. Dazwischen konnten sich die Grafen von Solms durchsetzen und ihr Gebiet gegen alle Anfechtungen behaupten. 1585 konnte Hessen das Gebiet um Rodheim kaufen.

### Neue Geschichte
Beim Tod des Landgrafen Philipp (1567), der 1527 in Marburg die erste protestantische Universität gegründet hatte, teilten sich vier Söhne das Gebiet und die Besitztümer untereinander auf: Landgraf Wilhelm erhielt Hessen-Kassel (Niederhessen) und damit die Hälfte der Fläche, Ludwig mit Hessen-Marburg (Oberhessen) ein Viertel. Landgraf Philipp der Jüngere bekam mit Hessen-Rheinfels (Niedergrafschaft Katzenelnbogen) und Georg mit Hessen-Darmstadt (Obergrafschaft Katzenelnbogen) je ein Achtel des Landes. Hessen-Rheinfels gelangte nach dem Tod von Philipp (1583) an Ludwig IV. Dessen erbenloser Tod 1604 zog aufgrund seines Testaments weitreichende Probleme nach sich: die Aufteilung seines Gebietes war an das lutherische Bekenntnis geknüpft. Während Ludwig V. von Hessen-Darmstadt diese Auflage erfüllte, hatte sich Moritz von Hessen-Kassel dem reformierten Glauben zugewandt.

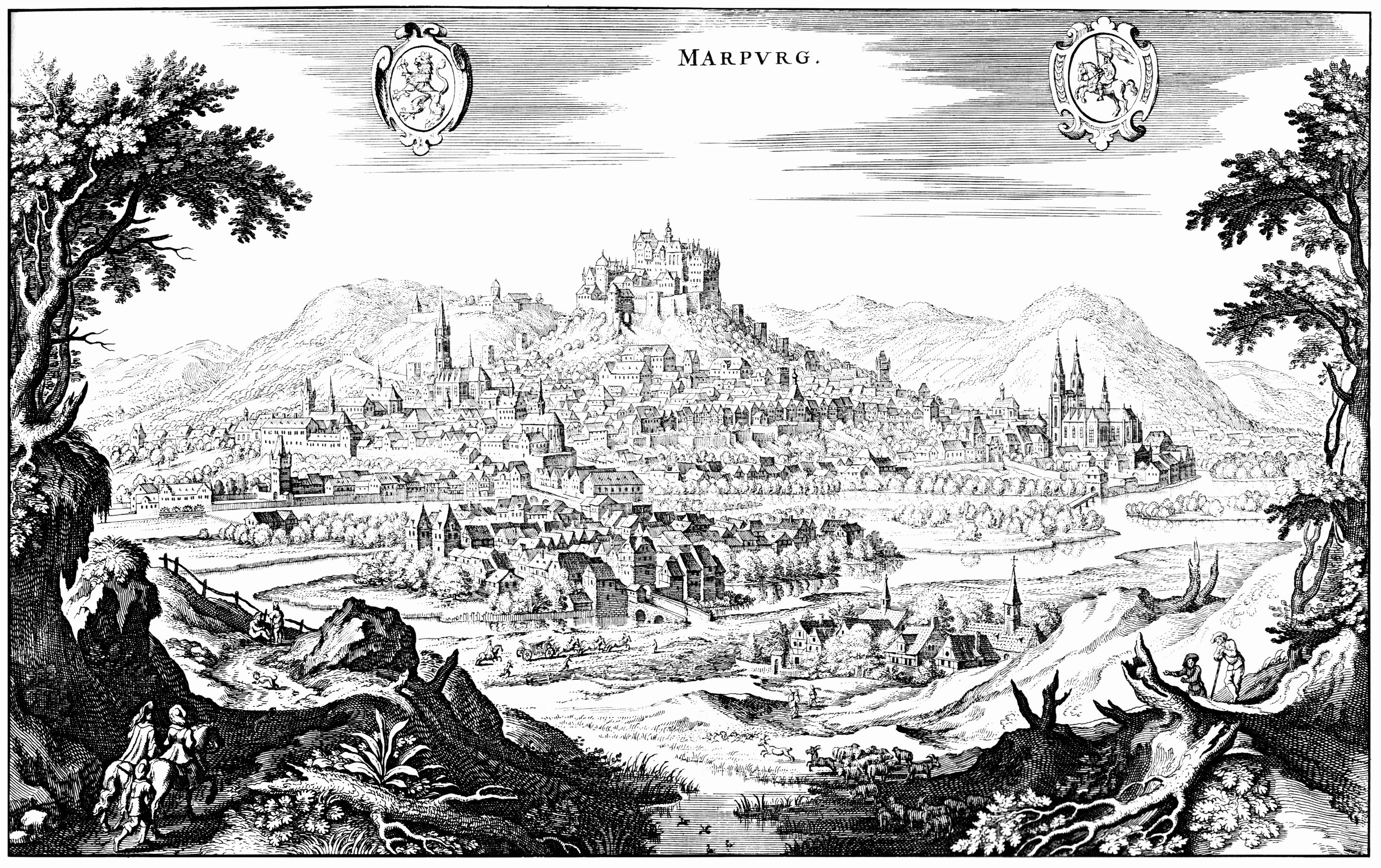
Marburg 1646 (Matthäus Merian)

Ludwig gründete in der Folge 1607 eine eigene Universität in Gießen und kämpfte fast 50 Jahre lang mit seinem Vetter um seinen Anspruch. Der „Hessenkrieg“ 1645 war der Höhepunkt der Auseinandersetzungen, die erst mit dem Westfälischen Frieden 1648 zusammen mit dem Dreißigjährigen Krieg endeten. Ein Viertel von Oberhessen gehörte nun mit der Stadt Marburg zu Hessen-Kassel, der Rest zu Hessen-Darmstadt, was auch das Hessische Hinterland beinhaltete. Damit war die politische Trennung besiegelt, waren Kassel und Darmstadt Residenz-Sitze, Marburg und Gießen jeweils gut ausgebaute Festungsstädte.

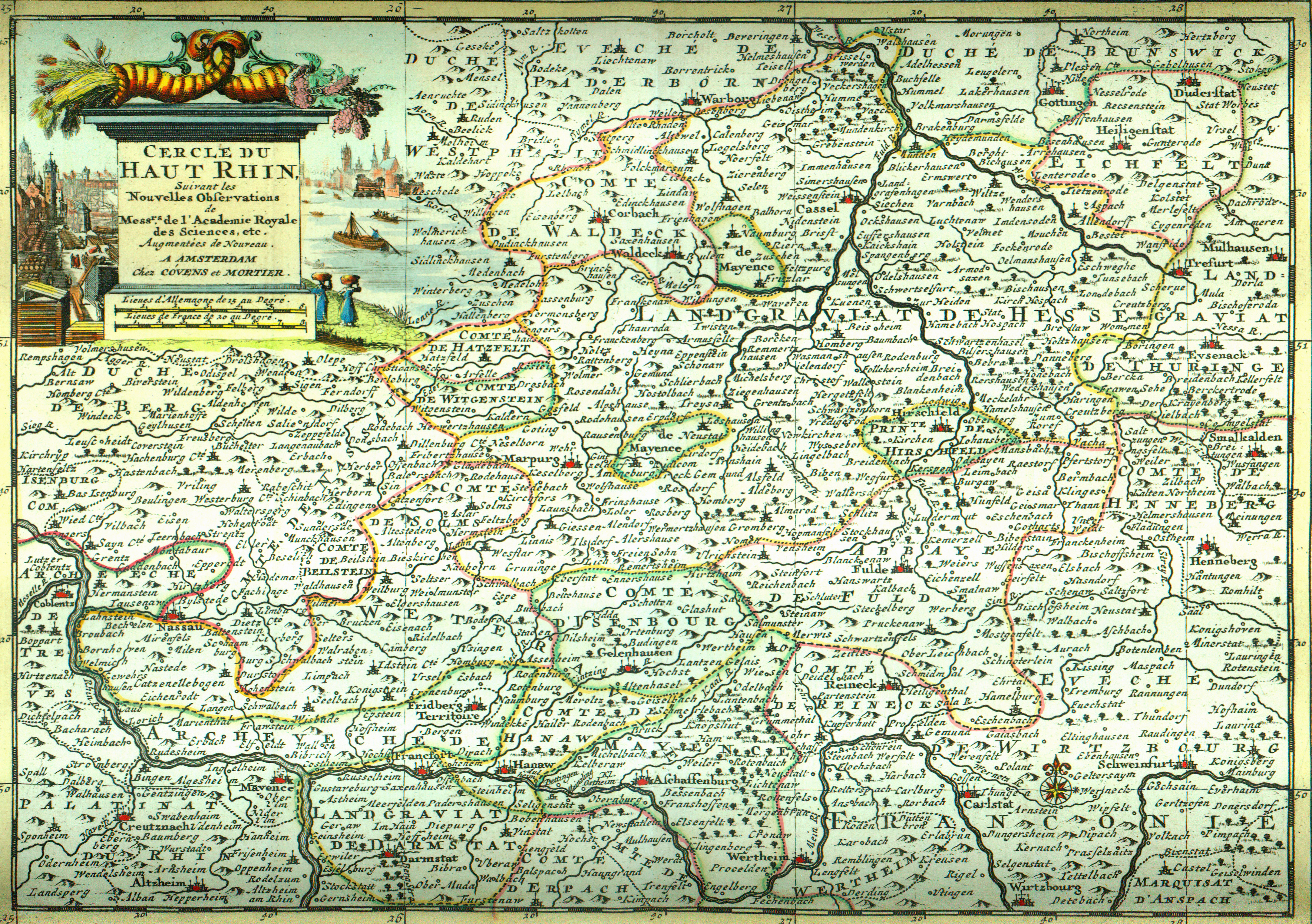
Hessen-Kassel im Jahr 1720

Der andere Teil des heutigen Mittelhessens gehörte damals den verschiedenen Linien der Nassauer und Solmser Grafen, den Grafen von Wied-Runkel und Westerburg-Leiningen, den Herren von Schlitz und Lauterbach sowie der Reichsstadt Wetzlar. Die zersplitterte Region bildete somit ein für diese Zeit typisches Bild eines deutschen Raumes zu Beginn des 17. Jahrhunderts. Für viele der kleineren Fürsten und Grafen war der mittelhessische Besitz Teil des Stammlandes, rückte jedoch zunehmend an die Peripherie des Herrschaftsbereiches. Zentrum des Hauses Nassau-Dillenburg wurde die Baronie Breda, des Hauses Nassau-Weilburg wurde die Grafschaft Saarbrücken des Hauses Solms die Besitzungen in der Wetterau. Die geistlichen Staaten Kurmainz und Kurtrier verfügten ebenfalls über Besitzungen in Mittelhessen und konnten diese ausdehnen. Erwerbungen von Kurköln waren von untergeordneter Bedeutung und konnten nie lange gehalten werden.
Die ottonische Linie des Hauses Nassau spielte als einzige eine größere Rolle, Wilhelm von Oranien († 1584) war Statthalter der Niederlande, sein Bruder Johann VI. von Nassau-Dillenburg († 1606) kümmerte sich um die Stammgebiete im Westerwald. Er trat 1572 selbst zum calvinistischen Glauben über und gründete 1584 die Hohe Schule Herborn als geistigen Mittelpunkt. Mit dem Tode Johanns setzte auch hier eine Zersplitterung ein, die mit dem Ende des Dreißigjährigen Krieges festgeschrieben wurde.
Der Krieg und die Ernteausfälle, Pestepidemien und Hexenverfolgungen machten sich bemerkbar: die Bevölkerung nahm ab, Städte wie Wetzlar, Marburg oder Weilburg verloren fast die Hälfte ihrer Einwohner. Unterstützt durch die neue Staatsform des Fürstlichen Absolutismus versuchten die Regenten, den Aufschwung einzuleiten, bauten Verwaltung und den Bildungssektor aus. Neben der Landwirtschaft spielt das Berg- und Hüttenwesen im Lahn-Dill-Gebiet und die Leinenweberei im Vogelsberg eine Rolle, doch blieb der mittelhessische Raum eine eher arme Region.

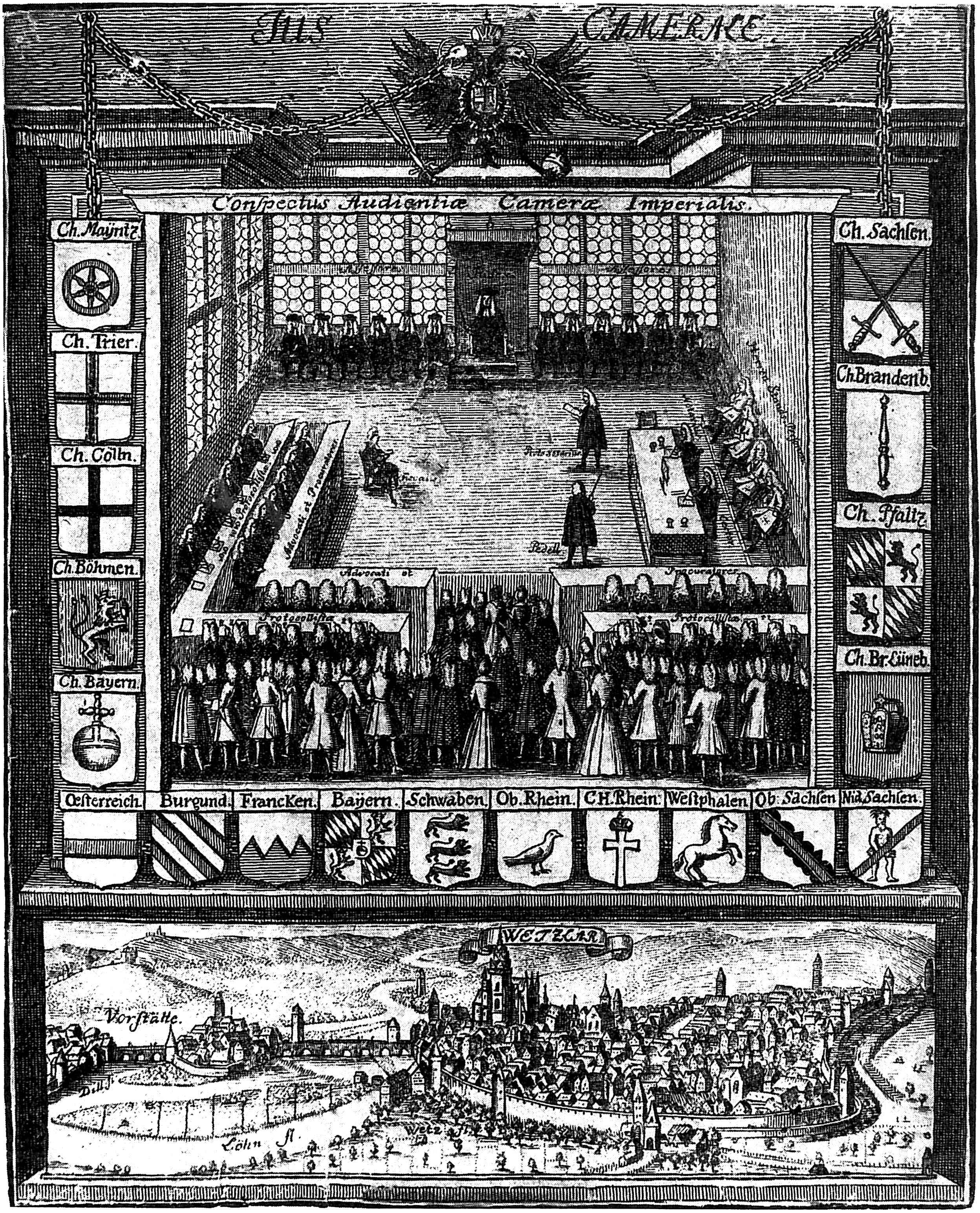
Reichskammergericht mit Ansicht von Wetzlar (Stich von 1750)

Das Reichskammergericht, seinerzeit das höchste deutsche Gericht, wurde 1689 nach Wetzlar verlegt. Hier hat auch der junge Goethe ein Praktikum absolviert. Nebenbei: für die heimischen Bürger und Bauern ein derzeit seltener Vorteil, sie konnten vor Ort u. a. auch gegen ihre Landesherren klagen, die sie für Fron- oder Militärleistungen verpflichteten.
Mittelhessen war im Siebenjährigen Krieg Kampfgebiet, und wie schon im Hessenkrieg standen sich die beiden hessischen Landgrafschaften als Feinde gegenüber. Erneut zeichneten Seuchen und Hungersnöte das Land und führten in der zweiten Hälfte des 18. Jahrhunderts zu einer ersten Auswanderungswelle. Die aufkeimende Aufklärung hatte hier sehr mit den ständisch-feudalen Strukturen zu kämpfen, der Umbruch mit der Französischen Revolution 1789 kam aber nur langsam nach Mittelhessen und wieder verbunden mit Krieg: die Revolutionskriege ab 1792 verwandelten die Region wieder in ein Besetzungs-, Auf- und Durchmarschgebiet.

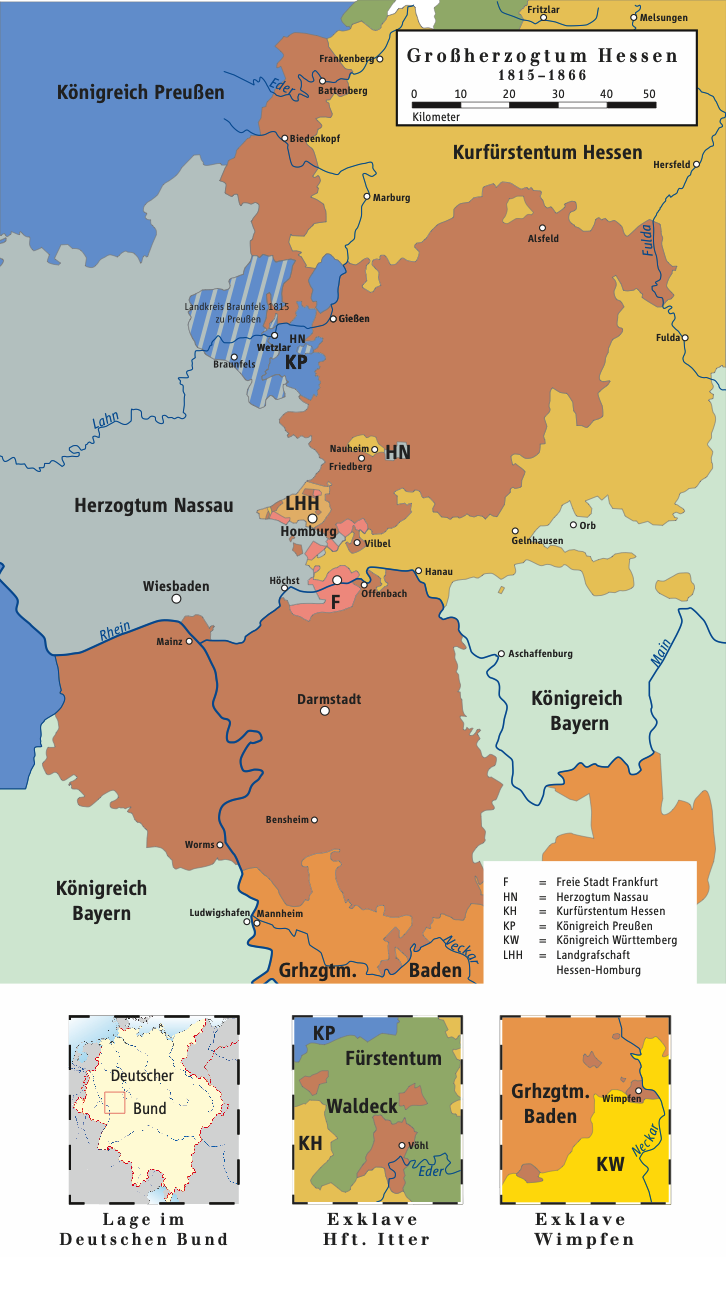
Hessen-Darmstadt 1815–1866

Mit dem Ende der Kriege 1801 und dem Reichsdeputationshauptschluss von 1803 verloren die Regenten ihre linksrheinischen Besitzungen und wurden mit rechtsrheinischen entschädigt: so erhielt Hessen-Kassel die im Marburger Raum liegenden kurmainzischen Ämter, Nassau-Weilburg erhielt Stadt und Amt Limburg und die Solmser Grafen die Klöster Arnsburg und Altenberg. Mit Gründung des Rheinbundes 1806 ging die fast tausendjährige Geschichte des Deutschen Reiches zu Ende: Wetzlar verlor seinen Reichsstadtstatus und fiel an den letzten Mainzer Erzbischof Karl Theodor von Dalberg, dem im Rheinbundvertrag (1806) das Stadtgebiet zusammen mit Frankfurt, Aschaffenburg, Regensburg und einigen anderen Gebieten als Fürstentum zugesprochen wird – 1810 wurde es zum Großherzogtum erhoben. Die nassau-oranischen Herrscher und der Kasseler Monarch verloren ihr Land – beide hatten sich geweigert, dem Rheinbund beizutreten und wurden dem Königreich Westphalen bzw. dem Großherzogtum Berg zugeschlagen. Hessen-Darmstadt und Nassau-Weilburg profitierten hingegen, beide erhielten erhebliche Landgewinne.
Landgraf Ludwig von Hessen-Darmstadt trat 1806 dem Rheinbund bei und wurde von Kaiser Napoleon mit dem Titel Großherzog belohnt.
Aus den Kirchspielschulen im Solmser Land des 16. und 17. Jh. in der Grafschaft Solms-Greifenstein gingen im 19. Jahrhundert die Volksschulen hervor.

#### Nach dem Wiener Kongress
Die Reformbemühungen brachten Gewerbefreiheit, eine Aufhebung der Adels- und Steuerprivilegien sowie die Abschaffung der Leibeigenschaft. Gleichzeitig zehrten Steuerabgaben und Truppenrekrutierungen die Bevölkerung weiter aus, es kam zu ersten Erhebungen, die Niederlage Napoleons 1813 wurde allgemein begrüßt. Hessen-Kassel wurde vom zurückgekehrten Kurfürst Wilhelm I. regiert, Nassau-Oranien von Wilhelm VI. Der Wiener Kongress 1814/15 brachte eine erneute Neuordnung des Gebietes: Nassau erhielt große Teile des Gebietes von Nassau-Oranien, deren Herrschaft damit ein Ende fand. Preußen behielt seine Wetzlarer Enklave aufrecht und vergrößerte diese aus militärischen Erwägungen, 1818 wurde die Stadt Garnison. Hessen-Kassel und Hessen-Darmstadt bleiben weitgehend unberührt.

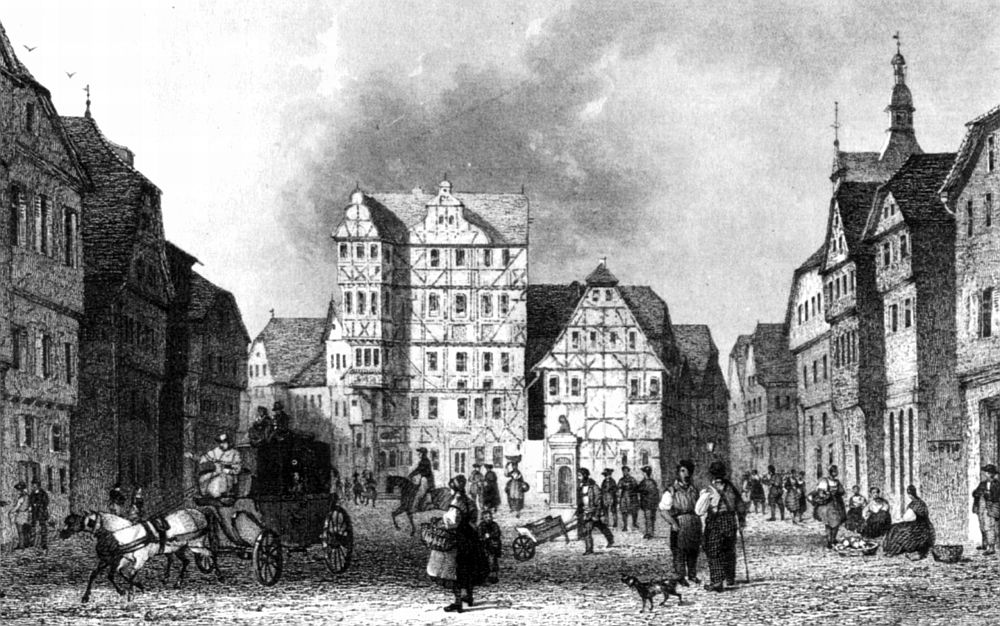
Gießen 1840 (Grünewald)

Sowohl in der Verwaltungs- als auch in der Kirchenpolitik veränderte sich die Landkarte, es bildeten sich neue Ämter und Kreise, die reformierten und lutherischen Kirchen schlossen sich zusammen. 1827 wurde auf Bestreben des Herzogtums Nassau das katholische Bistum Limburg gegründet.

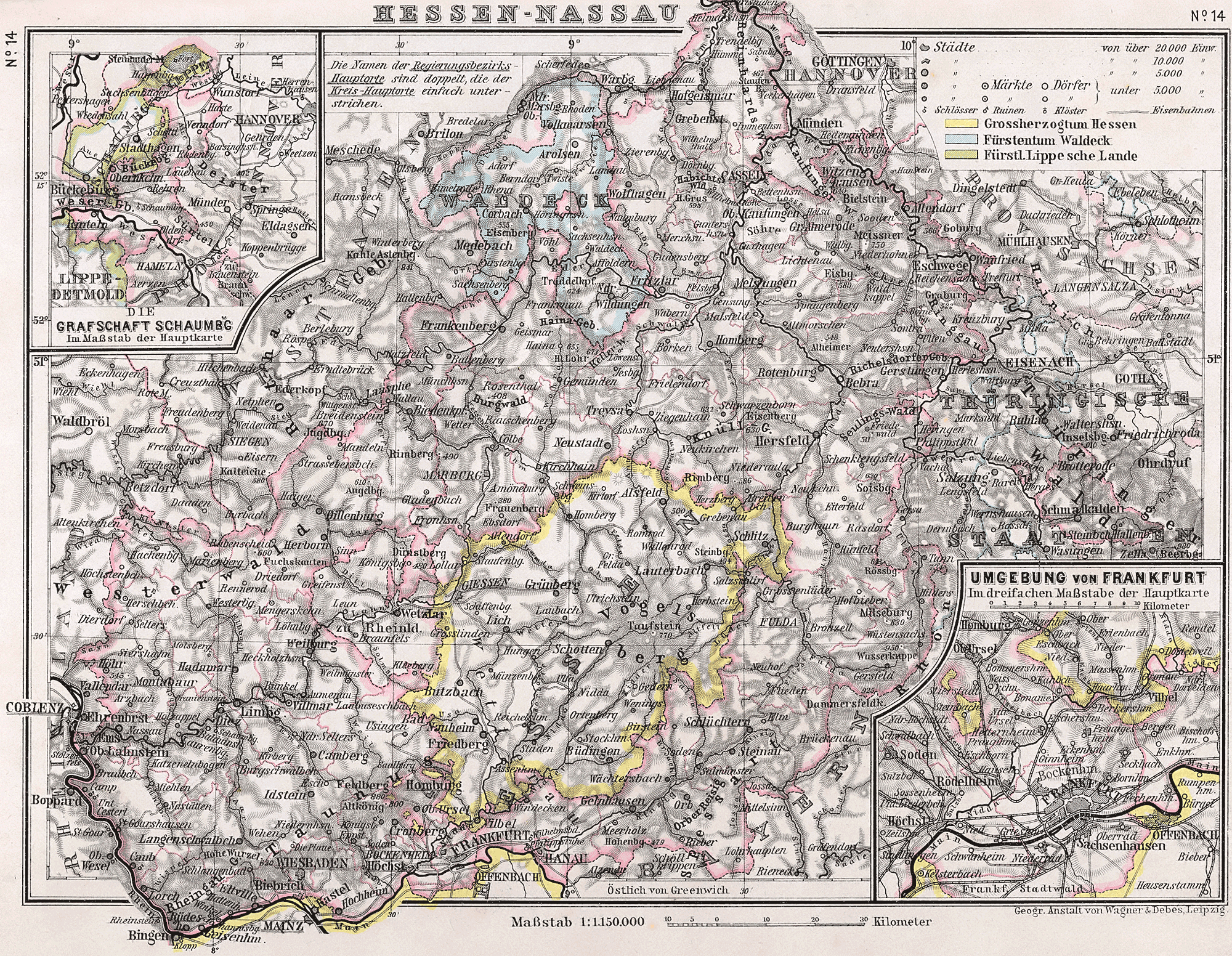
Die preußische Provinz Hessen-Nassau im Jahr 1905

Die längste Zeit seiner Geschichte war das heutige Mittelhessen, historisch bedingt, administrativ in verschiedene Teilgebiete getrennt. Die größten Teile des Landkreises Gießen und des Vogelsbergkreises gehörten bis 1945 zur Provinz Oberhessen im Großherzogtum bzw. Volksstaat Hessen. Die Gebiete der Kreise Limburg-Weilburg und des früheren Dillkreis gehörten bis 1866 zum Herzogtum Nassau. Der ehemaligen hessen-darmstädtische Landkreis Biedenkopf (Hessisches Hinterland) und der Kreis Vöhl wurden nach dem „Bruderkrieg“ 1866 von Preußen annektiert und wie der kurhessische Landkreis Marburg der neuen Provinz Hessen-Nassau des Königreichs Preußen zugeschlagen. Damals verlor Hessen-Darmstadt auch die ihm kurz vorher zugefallene Landgrafschaft Hessen-Homburg.
Die Stadt Wetzlar kam 1815 mit dem späteren Kreis Wetzlar im Wesentlichen bestehend aus dem ehemaligen Fürstentum Solms-Braunfels und den ehemals Nassau-Weilburgischen Dörfern Krofdorf, Gleiberg, Vetzberg, Wißmar, Launsbach, Odenhausen und Salzböden  zur preußischen Rheinprovinz, um 1932 in die preußische Provinz Hessen-Nassau eingegliedert zu werden.
Am 1. April 1944 wandelte der Freistaat Preußen die beiden Regierungsbezirke der Provinz Hessen-Nassau, Kassel und Wiesbaden, in die selbstständigen Provinzen Kurhessen und Nassau um. Dabei blieben die alten Gebiets- und bisherigen Verwaltungsgrenzen im mittelhessischen Raum bestehen. Der Kreis Limburg, der Oberlahnkreis, der Dillkreis und der Kreis Biedenkopf unterstanden weiter der Verwaltung in Wiesbaden, der Landkreis Marburg der in Kassel.
Mit dem Einmarsch der Amerikaner Ende März 1945 endeten zunächst alle bisherigen administrativen Zuordnungen. Die amerikanische Besatzungsmacht ergriff aber bald die Initiative und gründete am 19. September 1945 den Staat Groß-Hessen. Im mittelhessischen Raum wurden dabei die alten Verwaltungsgrenzen wiederbelebt. Durch die Neuordnung Deutschlands nach 1945 wurde Wetzlar, mit dem zugehörigen Landkreis, dem neugeschaffenen Land Hessen zugeordnet.
Eine neue künstliche administrative Einheit wurde mit der Gründung des Regierungspräsidiums Gießen 1981 für die Region geschaffen. Erst seit dieser Zeit ist auch die ebenso neu geschaffene Bezeichnung Mittelhessen in Gebrauch, die allmählich den traditionellen Namen Oberhessen für den größten Teil der Region verdrängt. Infolge der historischen Zergliederung ist Mittelhessen jedoch auch heute noch durch unterschiedliche Grenzen geteilt: etwa durch drei evangelische Landeskirchen und durch verschiedene Handwerkskammer-, IHK- und Arbeitsamtsbezirke.

## Religionen und Glaubensgemeinschaften
Die mittelhessische Bevölkerung ist verschiedenen evangelischen Landeskirchen und katholischen Bistümern zugeteilt: Für die evangelische Kirche ist das im Marburger Raum die Evangelische Kirche von Kurhessen-Waldeck (der Sprengel Waldeck-Marburg) und für die enklavischen Kirchenkreise Braunfels und Wetzlar die Evangelische Kirche im Rheinland. Der weitaus größte Teil der Fläche gehört zu den Propsteien Oberhessen und Nord-Nassau der Evangelischen Kirche in Hessen und Nassau.
An der Aufteilung der katholischen Bistümer spiegeln sich grundsätzlich die historischen Zugehörigkeiten der Region zu Hessen-Darmstadt sowie zu den Bezirken Kassel und Wiesbaden (hier im Stand von 1938) wieder: Im Altkreis Marburg werden die katholischen Christen vom Bistum Fulda betreut, während der Westen Mittelhessens (Hinterland, Lahn-Dill und Limburg-Weilburg) zum Bistum Limburg gehört. Der Raum Wetzlar gehörte bis 1933 zum Erzbistum Trier. Der Raum Gießen bildet mit dem Vogelsberg und der Wetterau eine Exklave des Mainzer Bistums.
Unter anderem durch die calvinistische Vergangenheit besteht in Mittelhessen eine Häufung evangelikaler Protestanten in Landes- und Freikirchen. Die in der Mitte des 19. Jahrhunderts entstandenen neupietistischen Erweckungsbewegungen führten besonders im Raum Biedenkopf zu Aufspaltungen der lutherischen Amtskirche. Es entstanden zahlreiche freikirchliche Gemeinschaften und Vereinigungen, die heute unter anderem am Sitz von Einrichtungen wie ERF Medien in Wetzlar und der Freien Theologischen Hochschule in Gießen etabliert sind.

## Einwohnerentwicklung
Bereits seit der Jungsteinzeit siedeln Menschen im mittelhessischen Raum, zunächst vorzugsweise und kontinuierlich nachweisbar in den begünstigten Beckenlandschaften. Mittelhessen war in der Vergangenheit kein Kulturraum mit eigenständigem Profil, wohl aber eine Kontaktzone und Drehscheibe in der kulturlandschaftlichen Entwicklung. Die Bevölkerung Mittelhessens ist aus diesem Grund nicht homogen, sondern gekennzeichnet durch eine kulturelle Vielfalt. Zu-, Ab- und sogar Auswanderungen kennzeichnen die hoch fluktuative Entwicklung der Einwohner in der Region, die dennoch gekennzeichnet ist durch die naturräumliche Gliederung. Siedlungen fand man insbesondere in den fruchtbaren Beckenlandschaften, später aber auch im Zusammenhang mit der Eisenerzgewinnung und -verarbeitung in den Höhenlagen. Es dominieren die Haufendörfer mit den Vollbauernstellen in den Dorfkernen.
In den siedlungsungünstigen Mittelgebirgsbereichen wurden Siedlungen infolge der dramatischen Klimaverschlechterung ab Beginn des 14. Jahrhunderts (kalte nasse Jahre mit Jahrtausend-Hochwasser 1342) und des Pesteinbruchs (ab 1340/50) wieder verlassen und sind heute Wüstungen. Wüst wurden aber auch „Fehlsiedlungen“ und „Rodesiedlungen“ in den Wäldern der Mittelgebirge, die man während der günstigen Klimaperiode ab Mitte des 10. Jahrhunderts bis Ende des 13. Jahrhunderts (Zu dieser Zeit reifte Wein bis hinauf zum Harz!) wegen der damals schnell wachsenden Bevölkerung neu angelegt hatte.
Die Stadtentwicklung setzt im Allgemeinen erst im Mittelalter ein, da der Raum nie dauerhaft von den Römern unterworfen wurde. Es gab dennoch regen Handel zwischen Kelten, Römern und Germanen, wie die neueren Funde aus der Zeitenwende bei Wetzlar-Dalheim, Waldgirmes und Niederweimar zeigen.
Entlang des dichten Netzes historischer Handelsstraßen bildete sich eine vergleichsweise hohe Dichte städtischer Siedlungen in der Region. In diesem Zusammenhang sind insbesondere die früh gegründeten Städte Wetzlar (Privileg als Freie Reichsstadt im Jahr 1180), Limburg und Haiger zu nennen. Vor allem aus territorial-politischen Gründen folgten weitere Stadtgründungen wie Alsfeld, Biedenkopf oder Grünberg. Solchen Stadtgründungen folgten oft Gegengründungen wie im Fall von Marburg und Amöneburg. Im 15. Jahrhundert war das bis heute bestehende Siedlungsgefüge weitestgehend vorhanden. Die Städte wiesen aber auch von der Bevölkerungszahl nur wenig Wachstumsdynamik auf, da sie im Bezug auf ihre jeweiligen Territorien eher peripher lagen. Erst der industrielle Aufschwung brachte Impulse, vor allem dem sich immer weiter verdichtendem Gebiet Wetzlar und Gießen. Die beiden Städte wurden zusammen mit weiteren Kommunen 1977 zur Stadt Lahn zusammengeschlossen und drei Jahre später wieder aufgeteilt.
1987 wurden 955.456 Einwohner bei der Volkszählung erfasst, dies entsprach 17,4 % der hessischen Gesamtbevölkerung. Inzwischen hat sich die Zahl auf rund 1.000.000 eingependelt (1.041.271 am 31. Dezember 2010, 1.048.328 am 30. September 2020 und 1.050.765 am 31. Dezember 2021). Die vier größten Städte der Region sind in der folgenden sortierbaren Tabelle dargestellt:
| Stadt                     | Bevölkerung 1970 | Bevölkerung 1987 | Bevölkerung 2007 | Bevölkerung 2011 | Bevölkerung 2020 | Bevölkerung 2021 |
| ------------------------- | ---------------- | ---------------- | ---------------- | ---------------- | ---------------- | ---------------- |
| Universitätsstadt Gießen  | 80.208           | 69.824           | 74.593           | 77.436           | 89.219           | 91.255           |
| Limburg                   | 27.631           | 29.113           | 33.726           | 33.521           | 35.755           | 35.783           |
| Universitätsstadt Marburg | 65.640           | 68.624           | 79.240           | 80.415           | 75.849           | 76.571           |
| Wetzlar                   | 55.429           | 50.211           | 51.934           | 51.478           | 53.149           | 52.969           |

Die regionalen Unterschiede sind auch in der Bevölkerungsdichte deutlich: Der Verdichtungsraum Gießen–Wetzlar weist mit mehr als 500 Einwohnern/km² die höchste Konzentration auf. Marburg und Limburg weisen ähnlich hohe Dichtewerte auf, sind aber nicht von einem Ring von Gemeinden umgeben. Die Bevölkerung verteilt sich wie folgt auf die fünf Landkreise:
| Landkreis                    | Bevölkerung 1981: | Bevölkerung 1987: | Bevölkerung 2007: | Bevölkerung 2010: | Bevölkerung 2020: | Bevölkerung 2021 |
| ---------------------------- | ----------------- | ----------------- | ----------------- | ----------------- | ----------------- | ---------------- |
| Landkreis Gießen             | 234.314           | 227.276           | 254.544           | 256.473           | 270.729           | 272.874          |
| Lahn-Dill-Kreis              | 239.917           | 237.811           | 257.022           | 253.553           | 253.472           | 253.364          |
| Landkreis Limburg-Weilburg   | 151.444           | 151.930           | 173.162           | 170.714           | 172.703           | 172.759          |
| Landkreis Marburg-Biedenkopf | 239.931           | 230.551           | 251.159           | 251.080           | 245.754           | 246.097          |
| Vogelsbergkreis              | 109.332           | 107.888           | 112.621           | 109.451           | 105.670           | 105.671          |
| Gesamt Mittelhessen          | 974.938           | 955.456           | 1.048.508         | 1.041.271         | 1.048.328         | 1.050.765        |

Grundsätzlich gibt es ein West-Ost-Gefälle von den Becken- und Tallandschaften hin zu den weniger dicht besiedelten Berglandschaften. Die Bevölkerung nimmt in den traditionellen durch ungünstige Faktoren geprägten Abwanderungsgebieten bis heute ab, wohingegen die Bevölkerungsballung in den Verdichtungsräumen weiter zunimmt.

## Wirtschaft und Infrastruktur
Mittelhessen ist ein eigenständiger Wirtschaftsraum mit einer Tradition von über 2.500 Jahren; industriegeschichtlich wurde die Region besonders im Lahn-Dill-Gebiet vom Erzbergbau, der Verhüttung und der weiterverarbeitenden Eisenindustrie (insbesondere Gießereien/Hüttenwerke) geprägt. Heute hat Mittelhessen eine Entlastungsfunktion für das Rhein-Main-Gebiet und eine Brückenfunktion zwischen den Metropolregionen Rhein-Main und Rhein-Ruhr.
Die drei Oberzentren der Planungsregion sind Gießen (größte Stadt Mittelhessens), Marburg und Wetzlar, die zugleich den wirtschaftlichen Kernraum Mittelhessens bilden.
Die derzeit größten Unternehmen der Region, nach Mitarbeiterzahlen in Mittelhessen gestaffelt, sind das Universitätsklinikum Gießen und Marburg, die Friedhelm Loh Group, die Fritz Winter Eisengießerei, Ferrero, die Schunk Group, Buderus Edelstahl, Bosch-Gruppe, Bosch Thermotechnik, Gies Dienstleistungen, Siemens, Sell GmbH, STI Group, Volksbank Mittelhessen, Novartis Behring, Küster Unternehmensgruppe, Hoppe AG, Alternate, Sparkasse Marburg-Biedenkopf, Johnson Controls, Carl Zeiss, ThyssenKrupp Nirosta, Seidel, Roth Industries, Sparkasse Wetzlar, Sparkasse Gießen, Berkenhoff, Linde + Wiemann, Pfeiffer Vacuum, Carl Cloos Schweißtechnik, Tucker GmbH, Isabellenhütte Heusler, Christmann & Pfeifer, Klingspor Schleifsysteme, Wilhelm Felden und Kaiser & Roth, Leica Microsystems und Selzer Fertigungstechnik.
Bekannte Produkte aus Mittelhessen sind die geschleuderten Gussrohre, die Heizkessel und der Kanalguss der Marke Buderus sowie die optischen Geräte (Kameras, Mikroskope, Objektive, Ferngläser) der Marken Leica, Minox und Zeiss und optische Maschinen aus Wetzlar Satisloh, Fronhausen Schneider GmbH & Co. KG sowie Wettenberg OptoTech Optikmaschinen GmbH. Weitere bekannte Produkte sind unter anderem das Selterswasser aus Selters, das Licher Bier, sowie die Pharma-Produkte wie der von Biontech in Marburg produzierte Impfstoff und die Ferrero-Produkte aus Stadtallendorf.
Die Region Mittelhessen verfügt über Cluster in den Bereichen Metall- und Elektroindustrie (Automobilzulieferer), in der optisch-feinmechanischen Industrie, der Verpackungsindustrie und in der Medizinwirtschaft. Dazu trägt das Universitätsklinikum Gießen und Marburg als größter Arbeitgeber der Region bei, aber auch Marburg als Zentrum für die Pharmazie mit den Nachfolgern der von Emil Adolf von Behring gegründeten Behring-Werke. Zudem sind die beiden Universitäten Gießen und Marburg sowie die Technische Hochschule Mittelhessen in nicht unerheblichem Maße an der Forschungstätigkeit beteiligt. Industrielle Zentren sind Wetzlar mit der Schwer- sowie der optischen, feinmechanischen und elektrotechnischen Industrie, Stadtallendorf sowie das Gebiet um Biedenkopf, Breidenbach und Dautphetal. Weitere wirtschaftlich wichtige Städte sind Limburg und Dillenburg.

### Verkehr

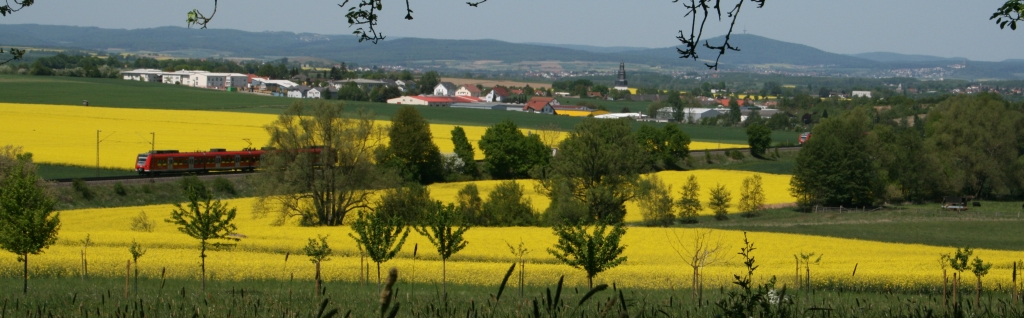
Mittelhessen-Express auf der Main-Weser-Bahn bei Langgöns

Die wichtigsten Straßenverkehrsachsen Mittelhessens sind die Autobahnen 5 (Frankfurt–Gießen–Alsfeld–Kassel) (Inbetriebnahme: Frankfurt–Bad Nauheim 1936, Bad Nauheim–Gießen 1937, Gießen–Alsfeld 1938) 45 (Dortmund–Siegen–Dillenburg–Wetzlar-Gießen–Gambach-Hanau, 1965–1967) und 3 (Köln–Limburg–Frankfurt) sowie die Bundesstraßen 3 (Gießen–Kassel über Marburg) und 49 (Alsfeld–Limburg über Gießen und Wetzlar).
Bedeutende Eisenbahnverbindungen sind die Main-Weser-Bahn (Kassel–Marburg–Gießen–Frankfurt) sowie die Dillstrecke (Köln–Siegen–Wetzlar–Gießen). Weitere Strecken in Ost-West-Richtung sind die Lahntalbahn (Wetzlar-Koblenz) sowie die Bahnstrecke Gießen–Fulda. Ein Anschluss an die ICE-Hochgeschwindigkeitsstrecke Frankfurt–Köln besteht am Bahnhof Limburg Süd, weitere Bahnhöfe mit ICE-Halten befinden sich in Gießen und Marburg, sowie weitere IC-Halte in Wetzlar und Dillenburg.
Mit dem Flugplatz Marburg-Schönstadt und dem Flugplatz Breitscheid gibt es in Mittelhessen zwei Verkehrslandeplätze, außerdem existieren sieben Sonderlandeplätze.

### Tourismus
In Mittelhessen befinden sich drei überregional bekannte Tourismus-Destinationen: Das Lahntal, das sich aus den Regionen Marburg-Biedenkopf, Lahn-Dill und Lahn-Taunus zusammensetzt, die im Lahntal Tourismus Verband zusammenarbeiten, der Westerwald sowie die Vulkanregion Vogelsberg. Wandern, Rad- und Flusswandern ist in der abwechslungsreichen Mittelgebirgs-Landschaft möglich, der Lahnradweg ist einer der beliebtesten in Deutschland. Die Lahn selbst ist ab Marburg flussabwärts ein beliebtes Paddelrevier für Kajak-Fahrer. Tierparks gibt es in Weilburg (Tiergarten mit vor allem heimischen Tierarten), Braunfels (Fürstlicher Tierpark), Schotten (Vogelpark), Dillenburg (Wildpark Donsbach), Herborn (Vogelpark Uckersdorf) und Lich.

### Bildung
Der mittelhessische Bildungsraum ist geprägt durch überdurchschnittliche Dichte an Hochschuleinrichtungen, die teilweise eine lange Tradition aufzuweisen haben. Die Marburger Philipps-Universität wurde 1527 gegründet und ist die älteste protestantische Universität der Welt. Als Hohe Schule calvinistischer Richtung gründete Graf Johann VI. von Nassau-Dillenburg 1548 die Hohe Schule Herborn, die jedoch nie den Universitätsrang erhielt und 1817 geschlossen wurde. Wie die 1607 gegründete Ludwigs-Universität in Gießen entstammt sie der zweiten Phase der Universitätsgründungen in Deutschland, die von der Reformation und ihren Folgen geprägt war. Die Universitäten übernahmen Kircheneigentum in das Gründungsvermögen und waren primär für die Ausbildung von Staatsdienern, Pfarrern und Ärzten zuständig. Vier klassische Fakultäten – Theologie, Jurisprudenz, Medizin und die Philosophische Fakultät als Vorstufe enthielten die Universitäten damals, mit vorgeschalteten Pädagogien. Die Nähe der beiden Universitäten erklärt sich aus den unterschiedlichen evangelischen Glaubensrichtungen in den beiden Nachbarstaaten Hessen-Kassel und Hessen-Darmstadt im 17. Jahrhundert: Landgraf Moritz von Hessen-Kassel setzte den Calvinismus in seinem Land durch und vertrieb die lutherischen Professoren aus Marburg. Landgraf Ludwig V. von Hessen-Darmstadt nahm dies zum Anlass, beim Kaiser um die Zustimmung zur Gründung einer eigenen Universität in Gießen zu bitten, die dann 1607 gegründet wurde. Beide Hochschulen waren über Jahrhunderte typische kleine Landesuniversitäten für die Ausbildung der Landeskinder. 1806 versuchte Karl Theodor von Dalberg, Juristen des aufgelösten Reichskammergerichts durch die Gründung der Rechtsschule an Wetzlar zu binden, die aber 1816 wieder aufgelöst wurde. Von 1903 bis 1915 gab es in Wetzlar ein kgl. Lehrerseminar, es wurde im Ersten Weltkrieg aufgelöst, da man das Gebäude als Lazarett umfunktioniert hatte. Seit 1908 waren an beiden Universitäten Frauen zum Studium zugelassen. Während sich an der Philippina die Geistes- bzw. Buchwissenschaften stärker ausbildeten, setzte die Ludoviciana auf die Natur- und Lebenswissenschaften.
Im Jahr 1970 entstand aus der 1838 in Gießen gegründeten Schule für technisches Zeichnen, später Gewerbe- und Bauschule, ab 1946 Polytechnikum, die Fachhochschule Gießen, die sich nach einem starken Wachstum und Eröffnung weiterer Standorte am 1. März 2011 in Technische Hochschule Mittelhessen (THM) umbenannte. Seit 2001 gibt es in Wetzlar das THM-Zentrum für Duale Hochschulstudien, das unter der Marke StudiumPlus in Kooperation mit über 800 Unternehmen ein duales Studium anbietet.
Die Tradition der Ausbildung von Archivaren wird in der Archivschule Marburg fortgesetzt. Marburg ist zudem Sitz der 1916 gegründeten Deutschen Blindenstudienanstalt und der 2009 gegründeten Evangelischen Hochschule Tabor. Die Freie Theologische Hochschule Gießen hat 2008 ihren Status von einer privaten Akademie zu einer staatlich anerkannten Hochschule geändert und ist damit die erste evangelikale Hochschule in Deutschland.
Heute studieren in Mittelhessen über 70.000 Studierende, die Region hat mit 5,4 Prozent die höchste Studierendendichte einer Region in Deutschland.

## Medien
Die größte Zeitungsgruppe der Region ist die Zeitungsgruppe Lahn-Dill mit acht Lokalausgaben, unter anderem Wetzlarer Neue Zeitung und Hinterländer Anzeiger. In Gießen erscheinen die Gießener Allgemeine Zeitung und bereits seit 1750 der Gießener Anzeiger. In Marburg wird die Oberhessische Presse herausgegeben, im früheren Dillkreis die Dill-Zeitung, im Raum Limburg-Weilburg die Nassauische Neue Presse und im Vogelsbergkreis die Oberhessische Zeitung. Die mittelhessischen Regionalstudios des Hessischen Rundfunks und von Hit Radio FFH sind in Gießen angesiedelt. Wetzlar ist Sitz von ERF Medien e. V., dem nationalen Partner von Trans World Radio, der christliche Radio- und Fernsehprogramme produziert und weltweit ausstrahlt. Seit 2005 kommen zum klassischen Angebot der etablierten Tageszeitungen und Sender reine Internetangebote in Form von Kommunalmagazinen oder journalistisch geführten Blogs hinzu. Mit den beiden Publikationen Milahno und Median gab es im ersten Jahrzehnt des 21. Jahrhunderts zudem zwei Regionalmagazine.

## Kultur
Die Regionalversammlung hat den Kultursommer Mittelhessen initiiert, der jedes Jahr unter einem wechselnden Motto Veranstaltungen in der ganzen Region anbietet. Als feste Einrichtungen sind von überregionaler Bedeutung die Weilburger Schlosskonzerte und das Programm der Theater in Gießen und Marburg. Wetzlar veranstaltet die Wetzlarer Festspiele und hat mit der Rittal-Arena die modernste und mit Abstand größte Multifunktionshalle der Region.
Kirchweihfeste (auch Kirmes oder Kerb genannt) finden in vielen Dörfern Mittelhessens statt und bilden oftmals einen Höhepunkt im jährlichen Dorfleben.
Das Licher Kino Traumstern wurde mehrfach als bestes Kino Deutschlands ausgezeichnet. Weitere Kinos, welche nicht unter einer Kette firmieren, sondern eigenständig betrieben werden, gibt es in Dillenburg, Weilburg und Weilmünster.

## Dialekte und Mundarten
Der mittelhessische Dialekt existiert in vielen Abwandlungen in der gesamten Region.